# Pensiero e poetica di Alessandro Manzoni
Il pensiero e la poetica di Alessandro Manzoni qui trattati abbracciano l'insieme delle idee poetiche, stilistiche, linguistiche e delle convinzioni ideologiche dello scrittore, nella loro evoluzione dagli esordi giacobini e neoclassici fino alla morte. Dopo l'esperienza neoclassica, che vide il Manzoni impegnarsi in odi ed altra produzione poetica fino al 1810, da quell'anno aderì al movimento romantico, diventandone uno degli esponenti di punta. Durante il cosiddetto Quindicennio creativo (1812-1827) produsse opere letterarie, poetiche, teatrali e saggistiche che cambiarono nel profondo la genetica della letteratura italiana e la sua stessa lingua letteraria, imponendosi come pietra miliare nella storia della letteratura italiana. Tra il 1827 e la morte, avvenuta nel 1873, Manzoni continuò la sua ricerca, scrivendo saggi storico-letterari in contrapposizione con quelli giovanili e riflettendo contemporaneamente sulla natura della lingua italiana "viva" nel contesto del nuovo Regno d'Italia.

## Pensiero e poetica

### Gli esordi illuministi e neoclassici

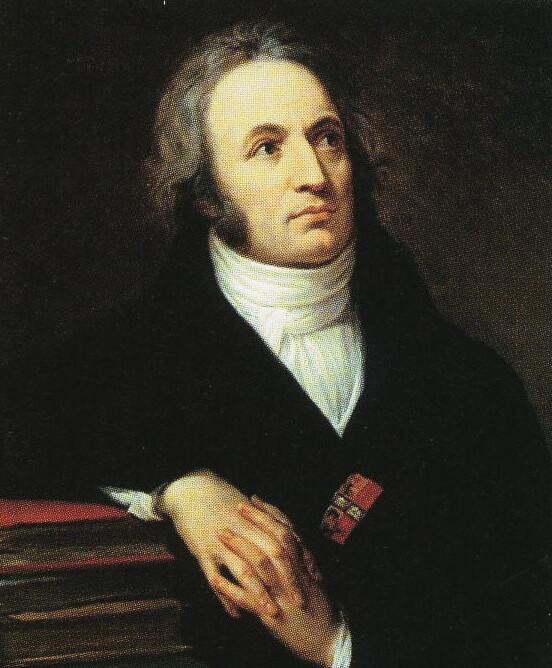
Andrea Appiani, Vincenzo Monti, olio su tela, 1809, Pinacoteca di Brera, Milano.

Alle scuole dei sacerdoti somaschi e barnabiti Manzoni ricevette una formazione classica, basata sullo studio dei grandi classici latini e italiani: Virgilio, Orazio, Petrarca e Dante erano tra gli autori più studiati, e l'imperare del neoclassicismo nella cultura letteraria italiana ne favoriva il radicamento nell'animo degli studenti. Il giovane Manzoni, infatti, ammirava i due massimi esponenti della cultura neoclassica: Giuseppe Parini, della cui morte rimase fortemente impressionato, e Vincenzo Monti, che fece visita agli studenti del collegio Longone, assorbendo da costoro quegli stilemi poetici che avrebbero contraddistinto la sua poesia per tutti i primi anni dell'800, dal Trionfo della Libertà all'Urania. Il rapporto col Monti, dal punto di vista umano e poetico, si mostra pienamente in una lettera datata 15 settembre 1803 in cui il giovanissimo Manzoni gli sottopone del materiale letterario:
(Epistolario, 1, p. 9)
Nonostante questi incontri con Monti, nella poetica manzoniana rimane poco del neoclassicismo. Fortemente impregnato della tradizione dell'illuminismo lombardo (basti ricordarsi che era nipote, per parte di Giulia Beccaria, del noto giureconsulto Cesare), Manzoni, in seguito alla formazione di circoli giacobini a Milano e al contatto con la tradizione illuminista più radicale, aderì fino agli ultimi anni del primo decennio dell'Ottocento a un illuminismo scettico nel campo della religione (associata alla negativa esperienza esistenziale ricevuta in collegio), in cui predominava il valore della libertà ispirata agli ideali rivoluzionari. Decisivi per questa svolta furono l'incontro a Milano con gli esuli napoletani Vincenzo Cuoco (che gli fece conoscere il pensiero filosofico di Vico) e Francesco Lomonaco; a Parigi, dal 1805 in avanti, con il gruppo degli idéologues capeggiati da Pierre de Cabanis e Claude Fauriel, intellettuali portavoce dell'eredità illuminista sensista, facenti capo ad Helvétius, Condillac, Voltaire e Rousseau e sensibili a certe istanze sociali quali l'attenzione verso gli ultimi.

### Tra illuminismo e romanticismo

#### Dopo la conversione

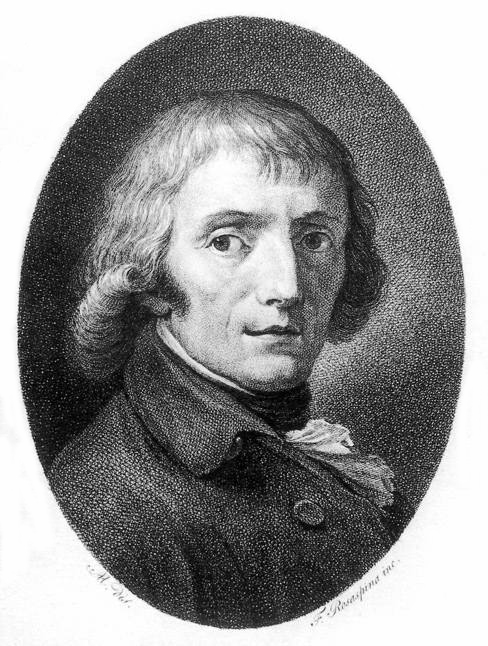
Francesco Rosaspina Giuseppe Parini, litografia del XVIII secolo. Parini, insieme alla tradizione illuminista lombarda, furono fondamentali per lo sviluppo della letteratura civile manzoniana, un apporto che non cessò (ma che si accentuò) dopo la conversione al romanticismo del Manzoni.

In seguito alla conversione del 1810, Manzoni ruppe con parte della cultura laica erede dell'illuminismo, mantenendone però gli aspetti più moderati. Infatti, la sua parabola poetico-letteraria, allo stesso modo degli altri romantici italiani, non propendette verso una totale rottura con la tradizione illuminista settecentesca. Al contrario, dopo il contatto con Fauriel e gli altri idéologues, Manzoni assorbì sì quei tratti caratteristici propri del nascente romanticismo (attenzione verso la natura, il mondo dei "piccoli", la spontaneità emotiva), ma li filtrò con gli apporti paideutico-educativi propri dell'insegnamento del Parini, del nonno Cesare Beccaria e di Pietro Verri. A tutto ciò si aggiunse la riscoperta dell'etica cristiana, comportante quella coralità poetica e quell'onnipresenza divina nell'anima del Creato che non annullò, bensì rafforzò nello scrittore il vincolo tra la ragione illuministica (fallimentare, dopo le esperienze rivoluzionarie e napoleoniche) e la necessità del credente di affidarsi a Colui che regola il mondo.

#### L'illuminismo manzoniano. Dagli esordi giacobini allaLettera sul Romanticismo
Seguendo fin dalla gioventù canoni dell'illuminismo milanese e di quello dell'Accademia dei Trasformati, Manzoni si fece portavoce della figura dell'intellettuale impegnato civilmente, rimarcando l'aspetto etico che il letterato può assumere all'interno della comunità civile: questi, infatti, deve collaborare con il potere sulla via delle riforme per migliorare la condizione del popolo, come aveva fatto il Parini quarant'anni prima. Questo impegno morale si riscontra in una lettera inviata a Fauriel nel 1806, dove un giovanissimo Manzoni si lamenta dello stato di decadenza della società italiana, cosa per cui «gli scrittori non possono produrre l'effetto che eglino (m'intendo i buoni) si propongono, d'erudire cioè la moltitudine, di farla invaghire del bello e dell'util, e di rendere in questo modo le cose un po' più come dovrebbero essere». Questa concezione civile e morale della letteratura, oltre alle prove poetiche delle Odi civili del 1814 e del 1821, viene ripresa nella più matura Lettera sul Romanticismo inviata al marchese Cesare d'Azeglio (1823), in cui Manzoni ribadisce il valore sociale che un'opera d'arte letteraria deve avere come principale finalità:
(A. Manzoni, Lettera al marchese d'Azeglio)

#### La giustizia e la violenza

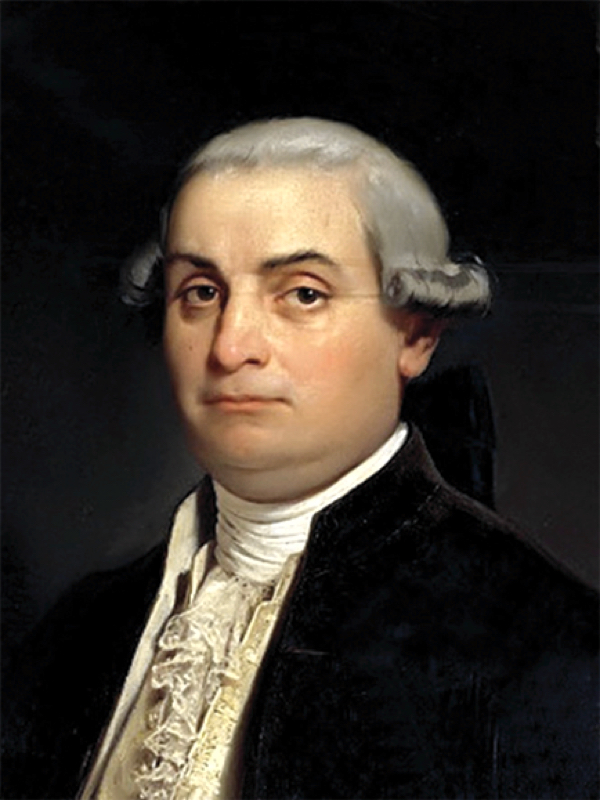
Eliseo Sala, Cesare Beccaria. Il nonno di Manzoni fu l'autore del saggio Dei delitti e delle pene cui il nipote si ispirò per i suoi ideali di giustizia

Nipote di Cesare Beccaria (autore del celebre trattato Dei delitti e delle pene), Manzoni ebbe sempre a cuore la questione della giustizia che fu declinata sia nella dimensione umana che in quella divina all'interno della sua produzione. Manzoni, infatti, trattò sempre di tale questione all'interno delle sue tragedie, nel romanzo così come nella Storia della colonna infame, aggiunta come appendice all'edizione del 1840. Sia Francesco Bussone così come Ermengarda e Adelchi sono al centro di un vortice dominato da un profondo senso di pessimismo della storia umana in cui le loro vicende esistenziali sono travolte e distrutte dall'agire umano: il conte di Carmagnola è accusato ingiustamente di tradimento dal Senato veneziano e condannato a morte, mentre i due principi longobardi sono costretti a subire l'infelice destino di subire la prima il ripudio da parte del marito Carlo; il secondo invece ad essere soggetto alla sua condizione di erede al trono immischiato nelle trame politiche e di non invece scegliere la strada della santità cristiana.

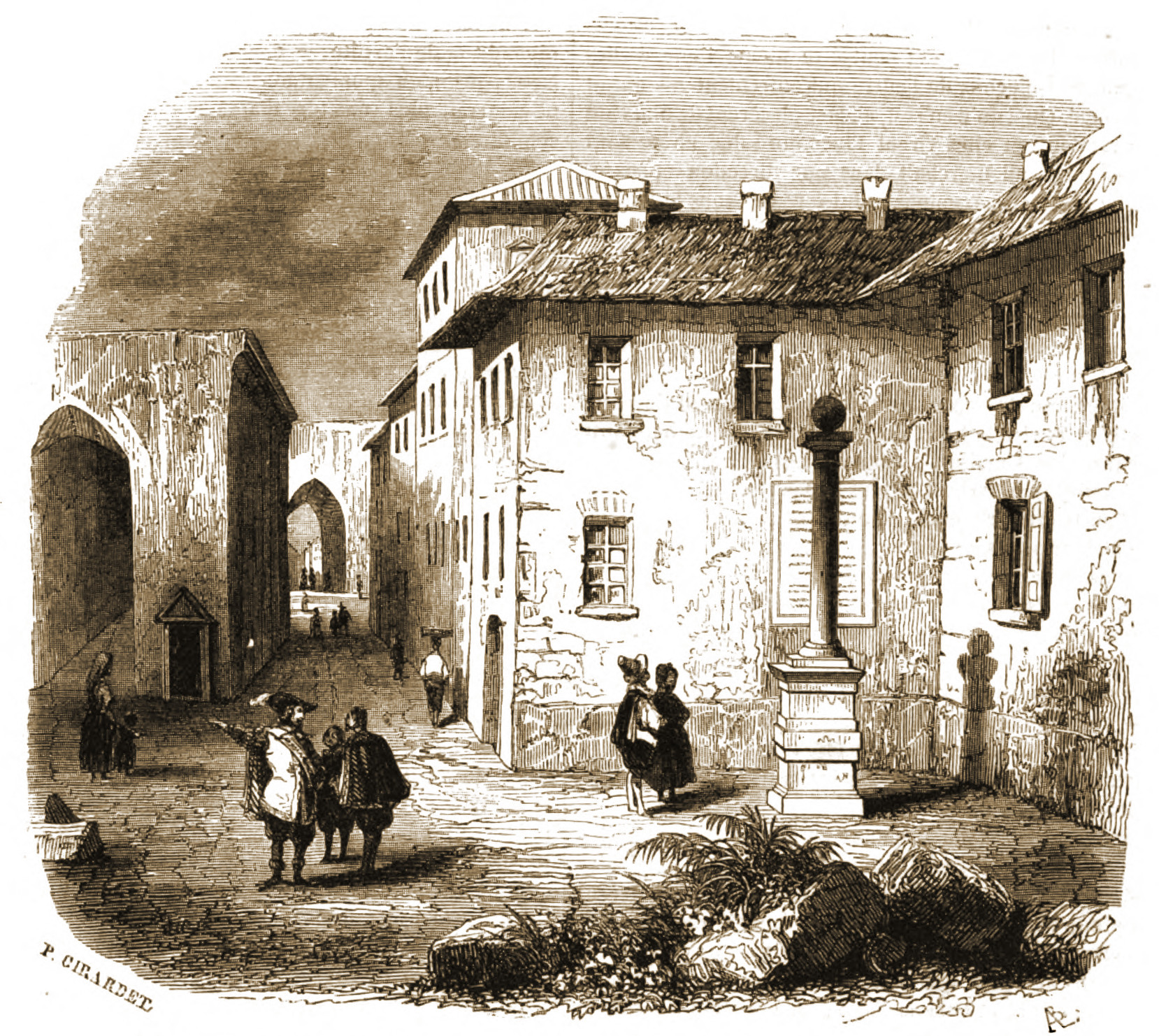
La colonna infame posta sui resti della casa del Mora per ordine del Senato milanese

Questo dinamismo è presente anche e soprattutto ne I promessi sposi in molteplici vesti: l'agire della giustizia divina - ossia la Provvidenza - all'interno delle vicende degli uomini, convertendo i peccatori (non solo la monaca di Monza e l'Innominato, ma anche lo stesso Fra Cristoforo prima di aver preso i voti e poi lo stesso Renzo spinto da propositi di vendetta quando si trova davanti un don Rodrigo morente) e sostenendo i giusti; l'agire della giustizia/ingiustizia umana come motore stesso della vicenda intesa sia nella sua dimensione narrativa sia come sfondo storico del romanzo (si veda a tal proposito l'inutilità delle "grida" contro il dilagare degli eserciti privati dei bravi; l'uso della cultura da parte di don Abbondio come strumento di oppressione; il clientelismo nobiliare ispanico nella relazione tra il Conte Attilio, il cugino don Rodrigo e il loro Conte Zio per punire il "ribaldo" Fra Cristoforo; il malgoverno spagnolo nella gestione dello Stato e in particolare della calamità della guerra e successivamente della gestione della pestilenza). Infine, la Storia della colonna infame è vista ulteriormente quasi come una continuazione e una negazione della conclusione consolatoria del romanzo, in quanto i protagonisti di tale fatto realmente accaduto, Gian Giacomo Mora e Guglielmo Piazza, furono identificati da parte delle autorità come dei presunti "untori" incaricati di diffondere a Milano il terrificante morbo e sui resti della casa del Mora eretta una colonna a memoria dei posteri. La critica manzoniana verso l'irrazionalità del giudizio dovuta alla paura e alla folla inferocita che pretendeva un capro espiatorio davanti al dilagare inspiegabile della malattia furono una ripresa non solo dei leitmotiv dell'opera avita ma anche del saggio Osservazioni sulla tortura di Pietro Verri.

#### L'influenza romantica
L'elemento romantico nella produzione poetica manzoniana emerge per la prima volta negli Inni sacri, dove l'io del poeta si eclissa a favore di un'universalità che eleva il suo grido di speranza e la sua fiducia a Dio. La conversione romantica, come sottolinea il critico Ezio Raimondi, nasce dalla conversione al cattolicesimo, fattore che «obbliga il Manzoni a una scelta radicale anche nei confronti della poesia», determinando un cambio di rotta rispetto al neoclassicismo dell'Urania.

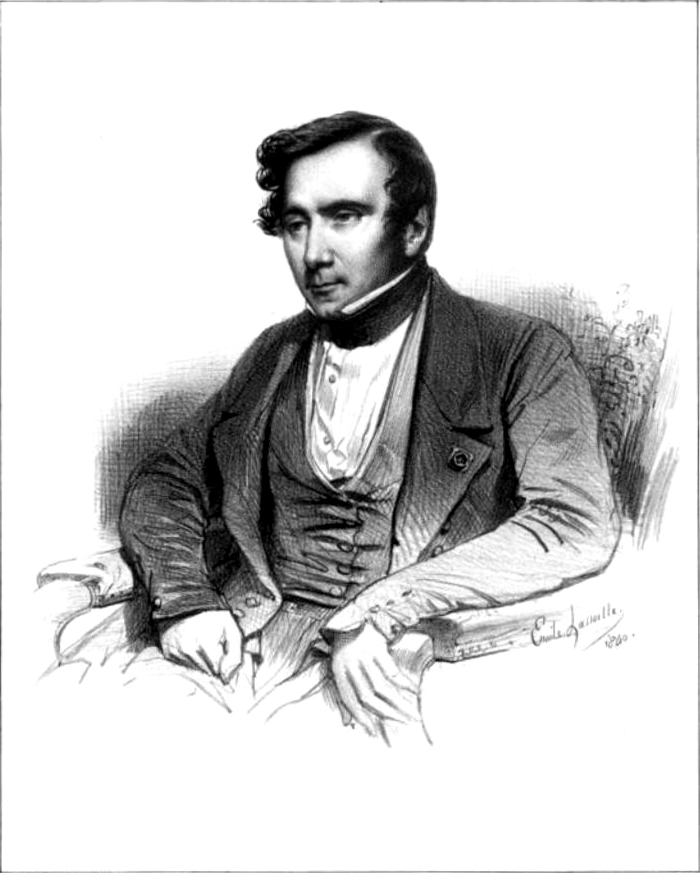
Ritratto di Augustin Thierry, disegnato e litografato da Émile Lassalle (1840)

##### La storia
Oltre alla dimensione "ecclesiale" della religiosità manzoniana, non si può dimenticare l'apporto fondamentale della storiografia francese di Fauriel e degli altri ideologi. Costoro promuovevano, infatti, una storia non più incentrata sui grandi, quanto sugli umili, i piccoli che si perdono nell'oblio del tempo perché non oggetto d'interesse da parte dei cronisti loro coevi e oggetto di violenza da parte delle decisioni dei potenti. Lo stesso vale, di conseguenza, per i fatti storici: la conoscenza di Augustin Thierry, avvenuta a Parigi tra il 1819 e il 1820, «rappresenta per Manzoni il campione della ricerca documentaria e filologica, in massima parte destinata alla scoperta di quella storia sociale che si prospettava essere un'affascinante novità intellettuale». Tale "storia sociale", indagata attraverso il metodo storico-filologico degli ideologues ed espressa nel Discorso sulla storia longobardica in Italia, vera e propria base storica per il dramma dell'Adelchi, troverà poi la massima espressione nel Fermo e Lucia e quindi ne I promessi sposi.
Per Manzoni la storia ha un valore sacro: essa non dev'essere modificata sulla base della necessità dell'ingegno poetico, ma deve coesistere con quest'ultimo senza che il corretto avvicendarsi degli avvenimenti venga modificato. Come infatti dichiarerà nella Lettera a Monsieur Chauvet:
(Manzoni, Scritti di teoria letteraria, p. 109)

##### L'oggetto poetico. Ilveropoetico e ilverostorico

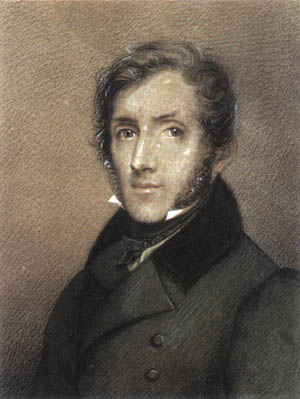
Carlo Gerosa, Ritratto di Alessandro Manzoni, 1835

La dichiarazione poetica manzoniana non intende, però, sminuire al contempo il valore dell'ingegno poetico. Infatti, poco più avanti nella trattazione, Manzoni pone l'ipotetica domanda su che cosa possa rimanere al poeta se gli si toglie l'inventio di creare il substrato della vicenda, dando come risposta la sua definizione di che cosa è la poesia:
(Manzoni, Scritti di teoria letteraria, pp. 111-112)
Con tale dichiarazione di poetica lo scrittore delinea definitivamente il limite che separa i due ambiti di cui deve trattare il poeta e che saranno alla base del romanzo: il vero poetico e il vero storico. Il primo «deve indagare sui sentimenti con cui gli uomini vivono gli avvenimenti e su quegli aspetti della storia che sfuggono alla storiografia vera e propria»; il secondo è il materiale storico, oggettivamente vero e storicamente indagabile, quel «vero per soggetto» ricordato nella Lettera sul romanticismo.
Se il soggetto, dunque, dev'essere il vero, non ci può essere spazio per la mitologia finora usata nel campo della poesia. Non soltanto perché ciò contraddirebbe i principi poco prima espressi sul vero storico, ma la stessa base etico-religiosa di chi si professa cristiano, come rileva Cesare Goffis riguardo al mutamento d'opinione del giovane Manzoni verso l'Urania.

#### Manzoni e il Romanticismo italiano

##### All'ombra dellaquerelletra romantici e classicisti
Gli anni successivi alla conversione furono assai significativi per il panorama letterario e culturale italiano. L'Italia, ancora legata a una salda tradizione classicista grazie ai magisteri passati di autori quali Parini e Alfieri, e attuali quali quello del Monti, fu costretta a confrontarsi con la nuova temperie romantica europea. Nel gennaio del 1816, infatti, l'intellettuale francese Madame de Staël pubblicò, tradotto da Pietro Giordani sul primo numero del giornale letterario la Biblioteca Italiana, un articolo intitolato Sulla maniera e la utilità delle traduzioni, in cui attacca l'ostinato ancoraggio degli italiani a una vacua retorica e la mancanza di interesse verso le novità letterarie provenienti dalla Germania e dall'Inghilterra. Alla successiva querelle tra classicisti (capeggiati da Pietro Giordani) e romantici (tra i quali spiccano Ludovico di Breme e Giovanni Berchet) Manzoni non partecipò attivamente. Benché fosse schierato dalla parte dei romantici (l'ode L'ira di Apollo testimonia, in chiave ironica, l'ira del dio della poesia pagano per essere stato escluso dai testi poetici) e partecipasse alla Cameretta letteraria animata da Ermes Visconti, Gaetano Cattaneo, Tommaso Grossi e, soprattutto, dal poeta dialettale Carlo Porta, Manzoni si rifiutò di collaborare apertamente sia alla Biblioteca Italiana che al successore della prima rivista, Il Conciliatore. Oltre all'interesse sempre crescente per la formulazione di una poetica cristiana e l'inizio delle indagini sul genere teatrale, furono determinanti anche la nevrosi depressiva che colpì Manzoni per la prima volta nel 1810 in occasione dello smarrimento di Enrichetta e, in modo sempre più debilitante, negli anni successivi: disturbi agorafobici, attacchi di panico, svenimenti e difficoltà a parlare in pubblico avevano minato i suoi rapporti interpersonali, costringendolo a una vita tranquilla e ritirata nei suoi possedimenti di Brusuglio o nella quiete del suo palazzo milanese.

##### I rapporti con Porta e laCameretta
Per tutti gli anni dieci, fino alla morte improvvisa del Porta, Manzoni non fu l'unico esponente del romanticismo italiano. Il laboratorio creativo del Manzoni era fiancheggiato dal dinamismo divulgativo e critico di Ludovico di Breme e dalla prolissità con cui Porta esprimeva il cuore del popolo meneghino nel suo dialetto, senza dimenticarsi del teorico del gruppo romantico che ruotava attorno al Conciliatore, Ermes Visconti.

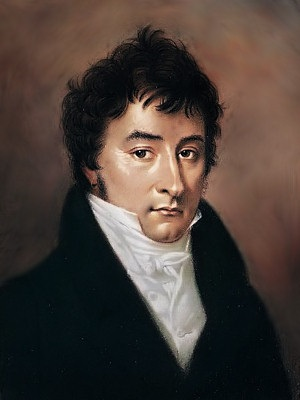
Ritratto del poeta milanese Carlo Porta (1774-1821), in un pastello del Bruni (1821), riportato in Raffaello Barbiera, Carlo Porta e la sua Milano, G. Barbera, Firenze 1921.

Quest'ultimo ebbe, nonostante i problemi di salute, legami di stima con i romantici lombardi, in special modo quei letterati che erano soliti frequentare Carlo Porta in casa sua: Gaetano Cattaneo, Giovanni Torti, Tommaso Grossi, Luigi Rossari e il pittore e scrittore Giuseppe Bossi. Fu il Bossi a presentare Manzoni a questi intellettuali, ma l'autore degli Inni sacri, pur mantenendo rapporti amichevoli con loro, non aderì mai ufficialmente al gruppo, specialmente per il progetto linguistico-letterario portato avanti dal Porta, antitetico alla ricerca linguistica manzoniana e mai apprezzato dal Manzoni. Il giudizio più esplicativo sul Porta lo si trova nella lettera del 29 gennaio 1821 inviata a Fauriel, in cui, tra le altre cose, si ricorda anche la dipartita del poeta dialettale e la sua eredità:

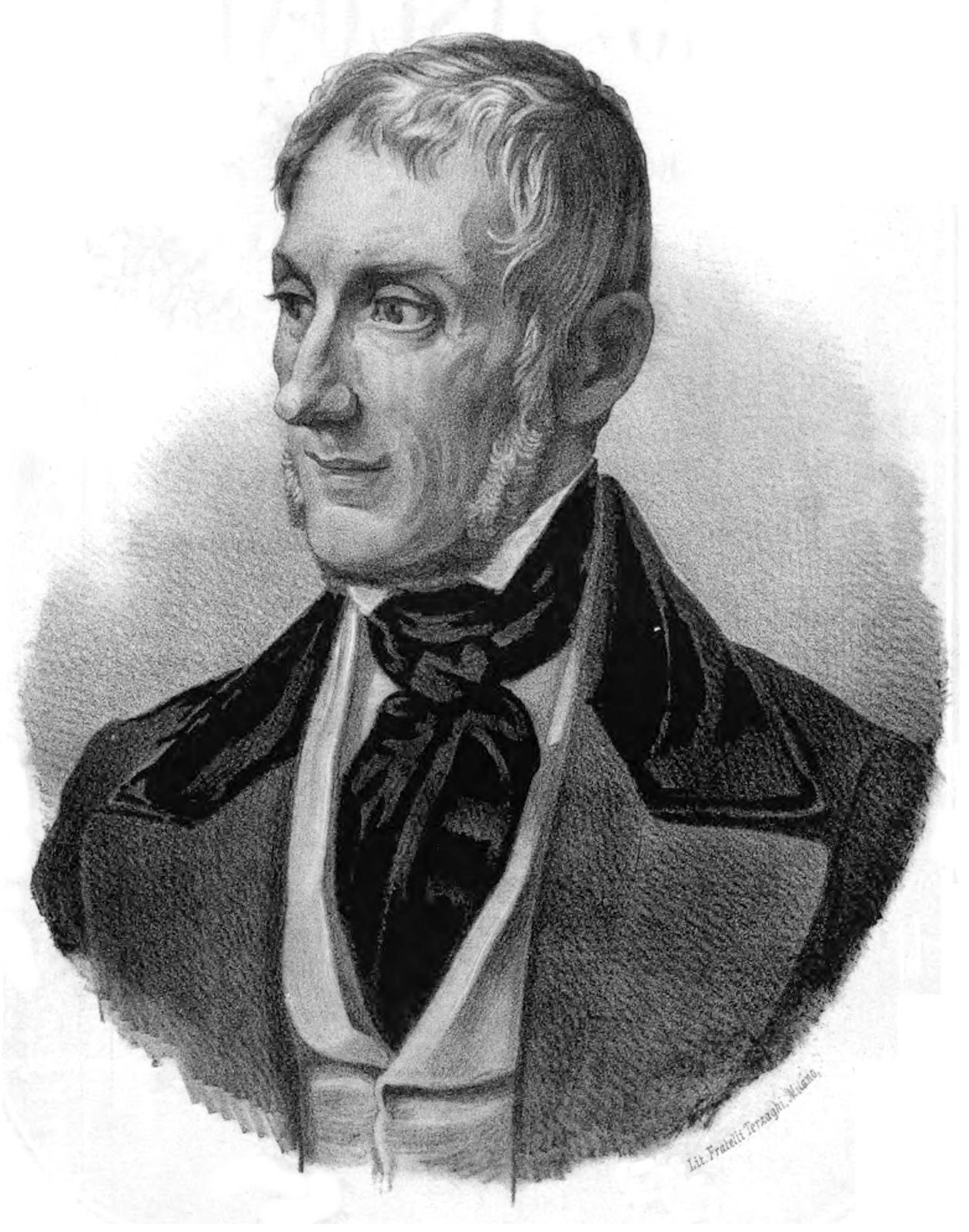
Tommaso Grossi, avvocato e amico di Manzoni nonché autore de I Lombardi alla prima crociata, fu influenzato dall'opera e dal pensiero di quest'ultimo.

(Manzoni, lettere, p. 323)

##### L'imporsi del romanticismo "manzoniano"
La morte del Porta non fu l'unico colpo che il romanticismo lombardo subì in quel periodo. Il Conciliatore, i cui articoli assumevano sempre più un tono politico di stampo liberale, fu chiuso nell'autunno del 1819. Le morti di Ludovico di Breme (15 agosto 1820), considerato il "ponte" tra il romanticismo lombardo e quello europeo, e del Porta (5 gennaio 1821) privarono il romanticismo lombardo di due importantissime figure letterarie. Infine, la repressione dei moti carbonari del 1820-1821 vide coinvolti alcuni "romantici": Giovanni Berchet, costretto all'esilio per non cadere in mano della polizia austriaca, e Silvio Pellico, incarcerato nello Spielberg. Il vuoto generatosi lasciò solo Manzoni, ormai sulla strada del romanzo, e alcuni membri della vecchia Cameretta, per esempio Tommaso Grossi, che diventerà amico intimo del Manzoni e tenterà di seguirne le fortune letterarie. L'esaurimento della polemica classico-romantica e il progressivo instaurarsi del romanticismo di stampo manzoniano negli anni venti determinerà un percorso univoco della letteratura lombarda di quel periodo.

### Il cattolicesimo manzoniano

#### La religione e il "pessimismo" esistenziale

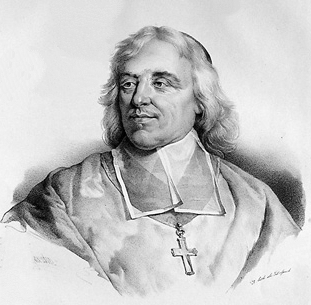
Jacques-Bénigne Bossuet (1627 – 1704) fu uno dei più importanti predicatori francesi del grand siècle, uno dei modelli fondamentali per la religiosità manzoniana

Persa all'inizio dell'Ottocento la speranza di raggiungere la serenità per mezzo della ragione, la vita e la storia gli parvero romanticamente immerse in un vano, doloroso, inspiegabile disordine: bisognava trovare un fine salvifico che potesse aiutare l'uomo sia a costituire un codice etico da seguire nella vita terrena, sia a sopportare i mali del mondo in previsione della pace celeste. Il critico e filosofo Alessandro Passerin d'Entrèves sottolinea l'importanza che ebbero Blaise Pascal e i grandi moralisti francesi del Seicento (Bossuet) nella formazione religiosa del Manzoni: da essi aveva attinto l'ambizione a conoscere l'animo umano e «la convinzione che il cristianesimo è l'unica spiegazione possibile della natura umana, che è stata la religione cristiana che ha rivelato l'uomo all'uomo», trovando nei loro insegnamenti quella fiducia nella religione come strumento di sopportazione dell'infelicità umana. Gino Tellini riassume in modo assai esplicativo la concezione manzoniana della religiosità:
(Tellini, p. 109)

#### Il pessimismo di Manzoni e quello di Leopardi a confronto

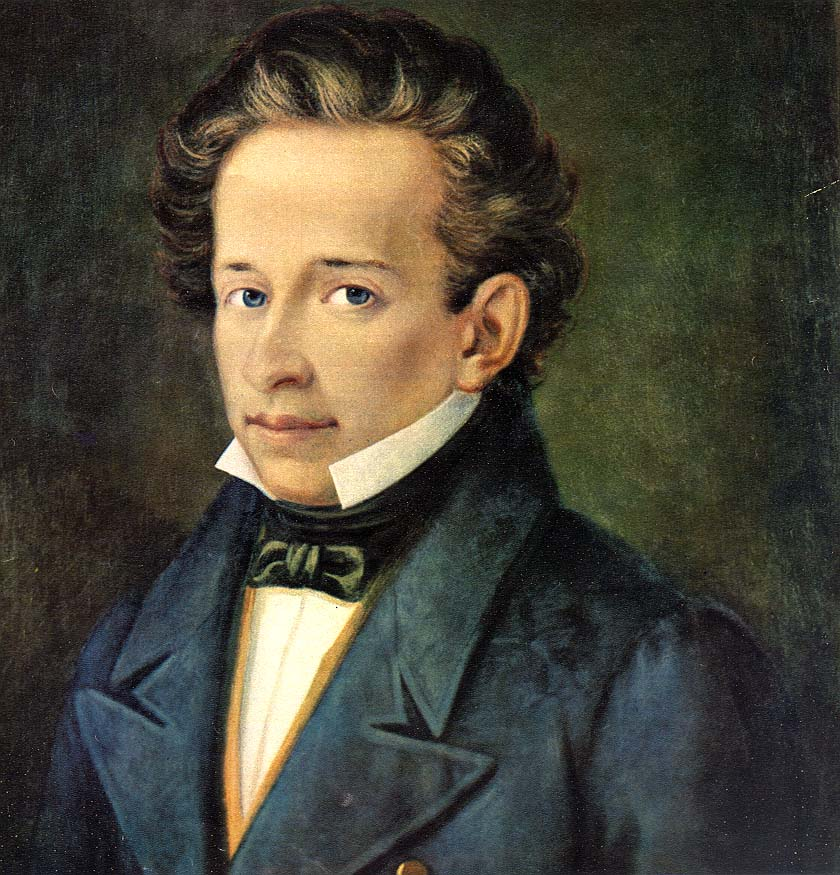
Giacomo Leopardi (1798-1837) nel celebre ritratto di Stanislao Ferrazzi (1861-1937).

La fiducia in Dio è il punto di distacco dal pessimismo propugnato da Giacomo Leopardi. Entrambi gli scrittori sono assertori della violenza che colpisce l'uomo nel corso della sua esistenza, ma la differenza verte sulla speranza ultima cui l'uomo è destinato: se per Leopardi, come esplicato nel Dialogo della natura e di un islandese, l'esistenza del mondo è destinata a risolversi in un ciclo meccanico di distruzione e morte, Manzoni riesce a non cadere in questo pessimismo "cosmico" grazie alla fiducia che pone nella Provvidenza divina. Carlo Bo sintetizza questo abisso in poche righe:
(Bo, pp. 22-23)
Alcuni versi e alcune scelte stilistiche dell'Ognissanti, frammento manzoniano del 1847 e ultimo degli Inni sacri (seppur non completato), sono stati messi in contrapposizione con l'immagine finale del La Ginestra di Leopardi:
Manzoni, Ognissanti, vv. 17-28
A Quello domanda, o sdegnoso,
Perché sull’inospite piagge,

All’alito d’aure selvagge,
Fa sorgere il tremulo fior,
Che spiega dinanzi a Lui solo
La pompa del candido velo,

Che spande ai deserti del cielo
Gli olezzi del calice, e muor.
E voi che, gran tempo, per ciechi 
Sentier di lusinghe funeste
Correndo all’abisso, cadeste 
In grembo a un’immensa pietà […]
Leopardi, La ginestra o il fiore del deserto, vv. 297-301; 304-317
E tu, lenta ginestra,
che di selve odorate
queste campagne dispogliate adorni, 
anche tu presto alla crudel possanza
soccomberai del sotterraneo foco
[…]
E piegherai
sotto il fascio mortal non renitente
il tuo capo innocente:
 ma non piegato insino allora indarno
codardamente supplicando innanzi

al futuro oppressor; ma non eretto
con forsennato orgoglio inver le stelle,

né sul deserto, dove
e la sede e i natali

non per voler ma per fortuna avesti;
ma più saggia, ma tanto

meno inferma dell'uom, quanto le frali
tue stirpi non credesti

o dal fato o da te fatte immortali.
Il fiore di Leopardi simboleggia l'eroismo degli esseri viventi senza alcuna speranza finale, mentre quello di Manzoni, abbandonato nei deserti, spera sempre nell'intervento finale della Grazia risolutrice, nelle vicende storiche (la provida sventura) ed oltre, per cui la ginestra si perde nel nulla mentre il «tremulo fior» di Manzoni è simbolo di chi incontra la pietà divina che lo salva dai tormenti dell'esistenza.

#### La Provvidenza: dalCinque maggioaI promessi sposi

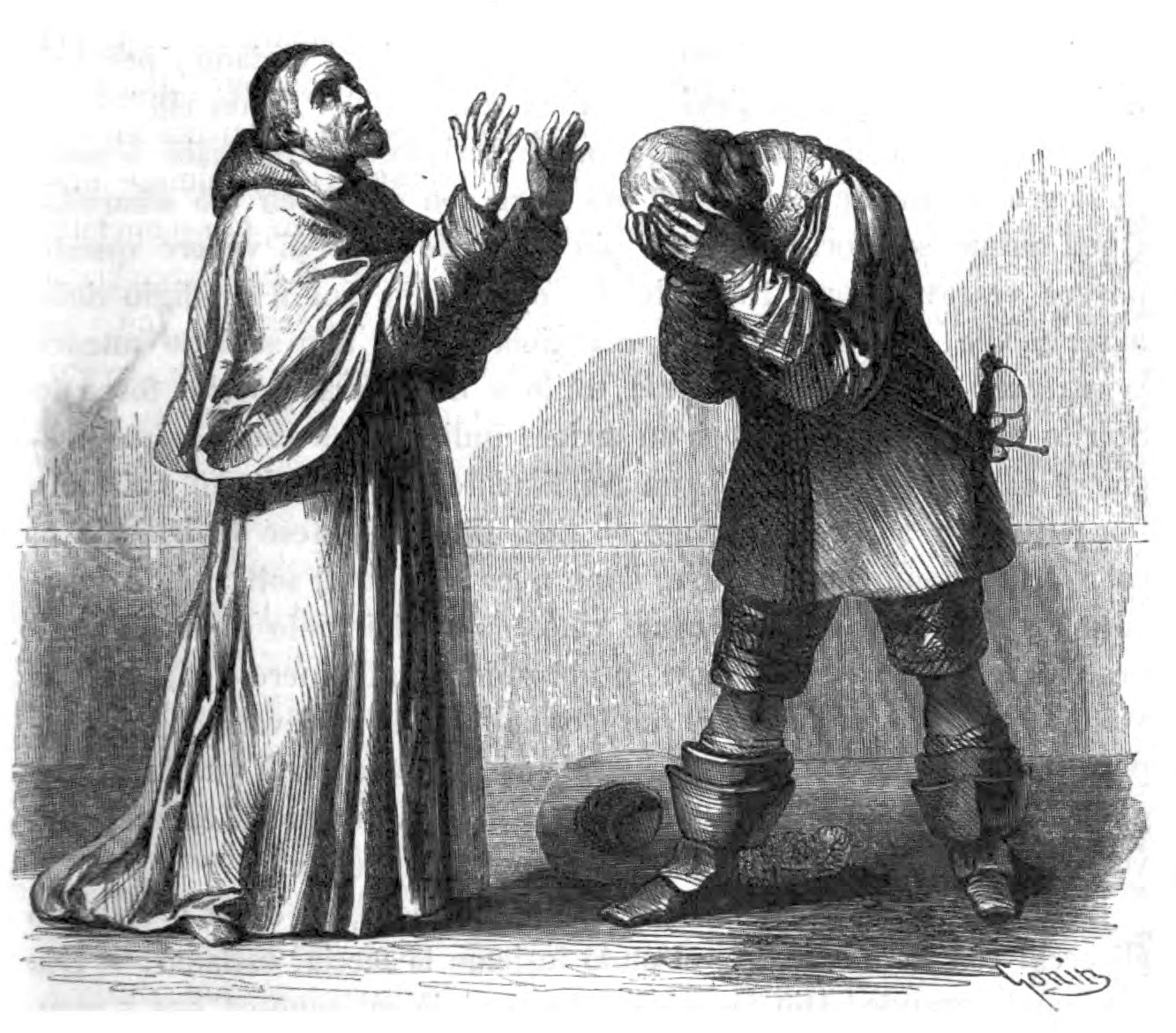
Francesco Gonin, Il cardinale Federigo e l'Innominato, capitolo XXIII de I Promessi Sposi (1840)

Il concetto della Provvidenza, cioè la mano di Dio che regola la storia inducendo alla conversione i cuori degli uomini e manifestazione del Divino appresa da Bossuet, si manifesta già apertamente nell'economia del Cinque maggio. Dopo aver delineato la superbia di Napoleone, Manzoni passa repentinamente alla sua caduta (un Magnificat "all'incontrario"), offrendo al lettore un animo desolato, afflitto, depresso, che può vivere soltanto nelle sue Memorie, le quali però non riescono a risollevarlo. Alla fine viene «una man dal Cielo» (vv. 87-88), che salva Napoleone e lo porta a riposare nella pace del paradiso. Benché alcuni studiosi abbiano criticato quest'intervento finale di Dio come una testimonianza forzata del cattolicesimo dell'autore, in realtà si tratta di rispondere anche a delle risonanze interne: alla stanca mano di Napoleone si unisce la "valida mano" di Dio, «pietosa» (v. 90). Da ciò si può evincere concretamente cos'è la Provvida sventura: la disgrazia che colpisce una persona non viene necessariamente a nuocere, ma può essere il mezzo per stimolarla alla conversione (Napoleone) o alla pace dei giusti (Ermengarda). Nel caso di Napoleone, la caduta in disgrazia, il dolore e infine la morte sono il fertile terreno attraverso cui egli capisce i propri errori e può riscattarsi nell'intimo della sua coscienza davanti a Dio.
Il meccanismo è lo stesso sia nell'Adelchi che nel romanzo. Nel primo, la morte che sopraggiunge prima a Ermengarda e poi ad Adelchi è una morte "liberatrice" dalle pene di questo mondo, affinché possano gustare pienamente la loro sete di pace e giustizia dopo la dipartita, liberandosi dal mondo loro nemico e conquistando la palma del martirio in quanto vittime. Nel Fermo e Lucia e poi ne I promessi sposi il meccanismo è lo stesso: fra Cristoforo diventa religioso e si libera dal peccato d'orgoglio dopo l'assassinio del rivale; suor Gertrude espia i suoi crimini dopo aver patito le pene inflittele dal cardinale Borromeo. Ma la vicinanza con l'esperienza di Napoleone si esprime soprattutto nella tragedia dell'Innominato: costui, dopo una vita di false glorie, sente avvicinarsi la morte, e la coscienza lo tormenta, ponendogli davanti la possibilità del giudizio di Dio sui suoi crimini. L'affanno morale, esplicato nella terribile notte, verrà poi acquietato dalla carità cristiana di Federigo Borromeo, che fungerà quale "valida mano" di Dio in un cuore che è sì dilaniato dal male, ma che è già protratto verso la conversione.
La questione della Provvidenza delineata da Manzoni è assai diversa, invece, da quella presentata dai suoi personaggi: nessuno di loro (se non fra Cristoforo e il cardinale) definisce in modo nitido come Dio opera nella storia, passando da interpretazioni perlomeno accettabili (il voto alla Madonna che Lucia compie mentre è prigioniera dell'Innominato, e la sua liberazione intravista quale segno della benevolenza divina) a quelle blasfeme di don Abbondio, dal quale la peste è vista come «una scopa» provvidenziale, e di don Gonzalo Fernandez de Cordova che, davanti all'arrivo della peste portata dai Lanzichenecchi, invita a sperare nella Provvidenza. Si ha quindi una pluralità di visioni, che tolgono a I promessi sposi l'epiteto di «epopea della Provvidenza», di cui si parla continuamente, ma «tali discorsi sono quasi esclusivamente messi in bocca ai personaggi e solo di rado sono propri del narratore», il cui commento occasionale è sempre distinto dalle loro opinioni. Soltanto alla fine del romanzo emerge il vero volto della Provvidenza divina, scoperta che illumina la realtà dell'agire di Dio nella Storia e che spinse Parisi a "ridefinire" l'epiteto dell'opera manzoniana:

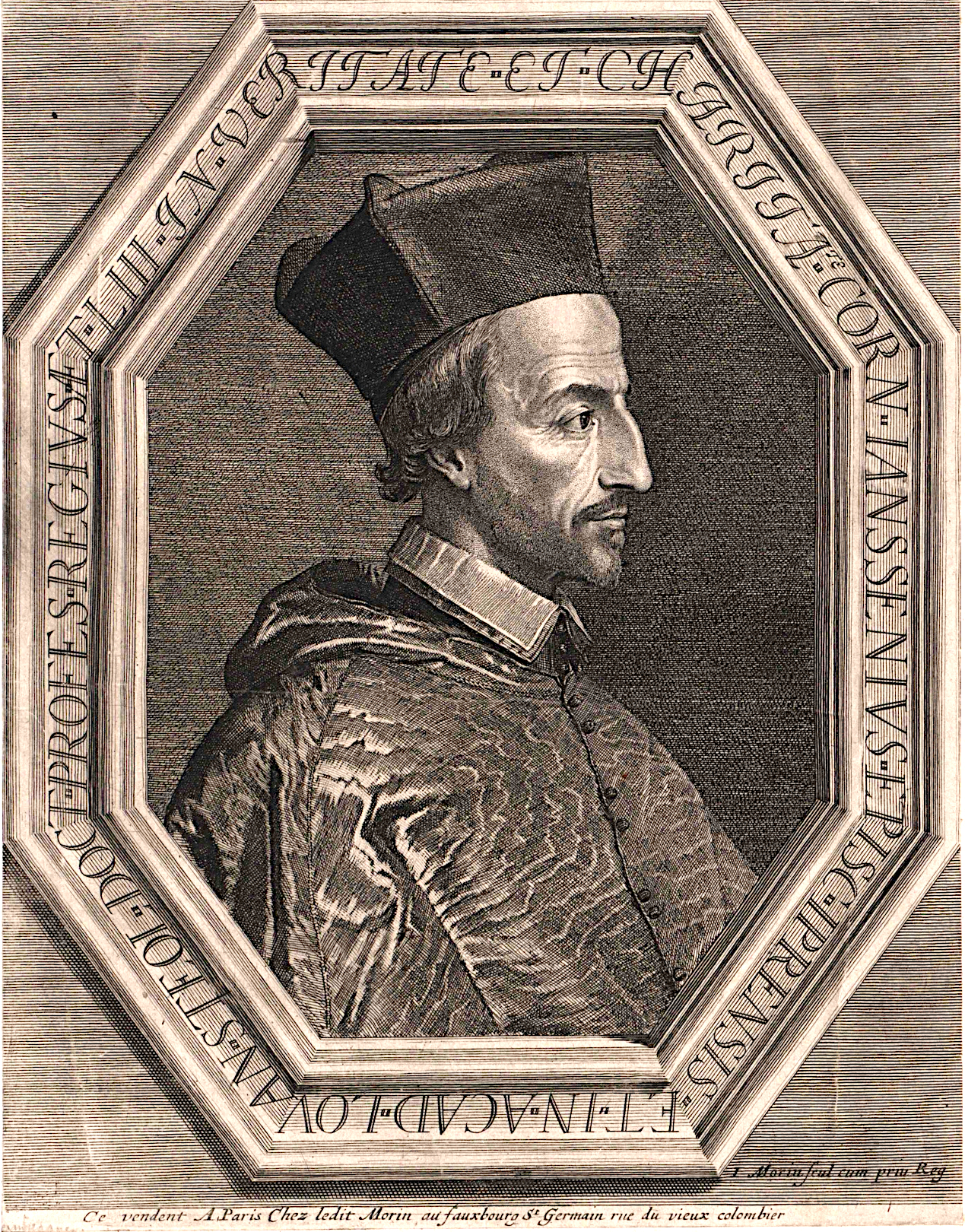
Il vescovo Cornelius Jansen (italianizzato in Giansenio), in un'incisione di Jean Morin (XVII secolo). Col suo Augustinus (pubblicato postumo nel 1640), il vescovo olandese cercò un compromesso tra la fede cattolica e la moralità calvinista, suscitando violente reazioni da parte della gerarchia cattolica tridentina.

(Parisi, 1999, p. 100)

#### Manzoni e il Giansenismo
L'influenza che Degola e Tosi ebbero sulla conversione al cattolicesimo del Manzoni fu innegabilmente importante: dai due prelati Alessandro e il resto della famiglia adottarono venature gianseniste che li portarono alla severa interpretazione della religione e della morale cattoliche. Oltre alla severità che il poeta s'imponeva, il continuo riferimento alla Grazia divina suscitarono in buona parte degli ambienti cattolici lui contemporanei perplessità sulla sua ortodossia religiosa. Il problema fu poi riproposto dal senatore Francesco Ruffini ne La vita religiosa di Alessandro Manzoni, in cui si sottolinea l'adesione anche "teologica", e non solo "etica", al giansenismo, conclusione cui giunsero anche Adolfo Omodeo e Arturo Carlo Jemolo. In realtà, Manzoni adottò la morale giansenista, ma rimase un cattolico ortodosso nei dogmi. Come rileva Giuseppe Langella, sulla questione fondamentale della Grazia «Manzoni si attiene senza riserve all'insegnamento ufficiale della Chiesa, confida nell'esortazione apostolica di Mt 7, 7-8 "patite, et dabitur vobis"… Nessuna discriminazione, dunque, nell'offerta misericordiosa della grazia. Manzoni è perentorio: l'aiuto divino non è negato a nessuno che lo chieda…». Lo stesso per Luciano Parisi, il quale rimarca la fedeltà di Manzoni alla gerarchia e agli insegnamenti della Chiesa, come quando ebbe a sapere della proclamazione del dogma dell'Infallibilità papale nel Concilio Vaticano I del 1870. Cesare Cantù riporta la riflessione di Manzoni al riguardo:

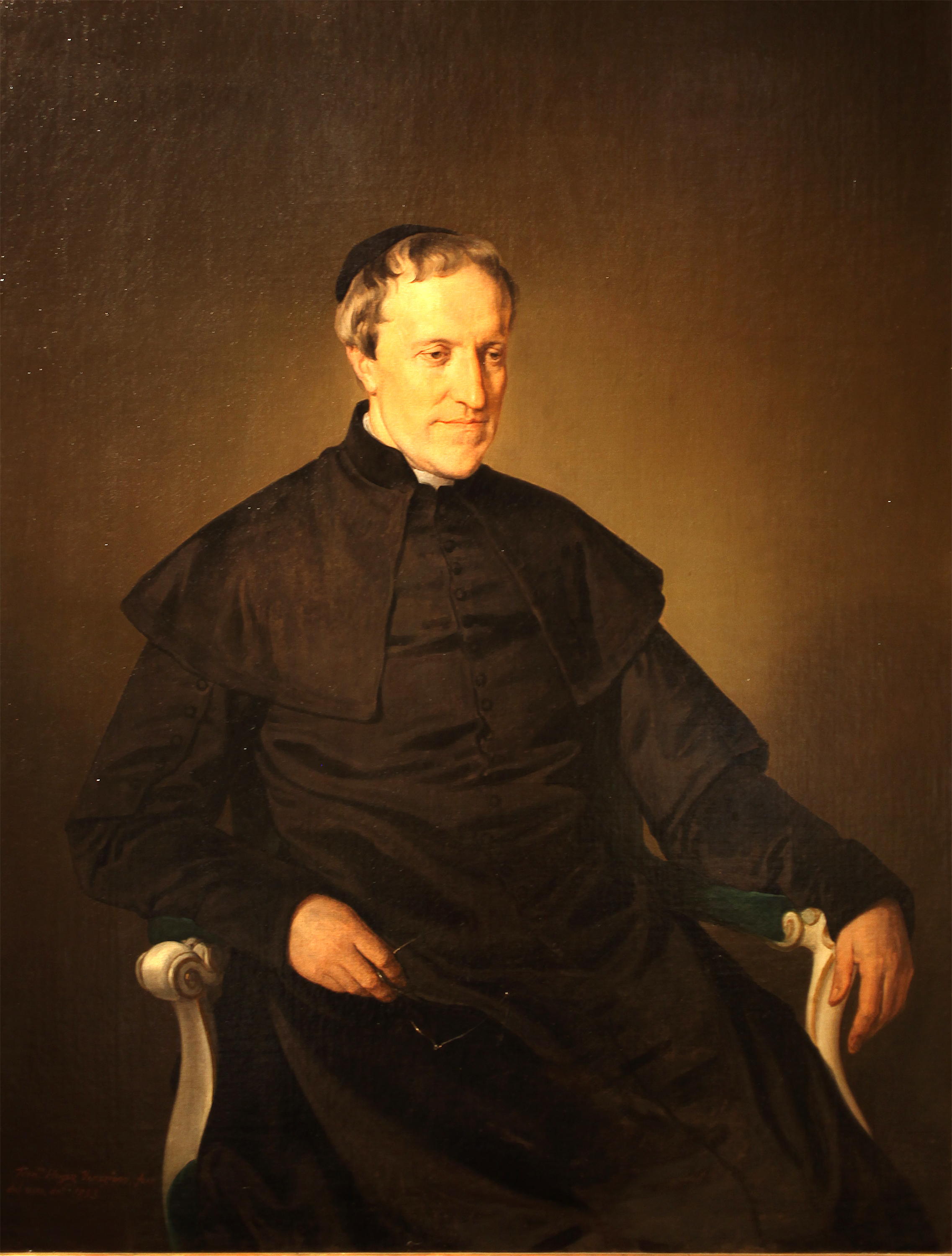
Francesco Hayez, Ritratto di Antonio Rosmini, 1853-1856, olio su tela, Galleria d'Arte Moderna di Milano. Insieme al Manzoni, di cui fu amico, il Rosmini è il massimo rappresentante del cattolicesimo liberale.

(Cantù, p. 306)

#### Il cattolicesimo liberale
Manzoni, se era fedele ai dogmi della Chiesa pur nelle sue venature gianseniste, si mantenne sempre lontano da quella frangia del cattolicesimo reazionario che opponeva una totale e decisiva resistenza alle novità del mondo moderno e restaurare la supremazia morale e politica del clero, come intendeva Joseph de Maistre nel suo Du Pape. Al contrario Manzoni, che già aveva manifestato nel 1817 una forte insofferenza per il legame tra il Papato e le potenze della Restaurazione con un momentaneo raffreddamento della sua fede, non poteva accettare il rinnegamento del valore della ragione e il ruolo della Santa Sede in campo politico. Pertanto, con lo svilupparsi del movimento risorgimentale e con lo sviluppo, anche in altri Paesi europei, di correnti cattoliche avverse all'ideologia reazionaria, Manzoni arrivò alla conclusione che
(Filoramo-Menozzi, pp. 144-145)
Da ciò si può comprendere perché un uomo devoto qual era Manzoni, ormai simbolo dell'unità linguistica dell'Italia unita e senatore del Regno, votò nel 1864 il trasferimento della capitale da Firenze a Roma, una volta liberata dal potere temporale di papa Pio IX, e accettò nel 1872 la cittadinanza onoraria della Città eterna.

### Il teatro manzoniano

#### IMateriali esteticie lo scopo del dramma

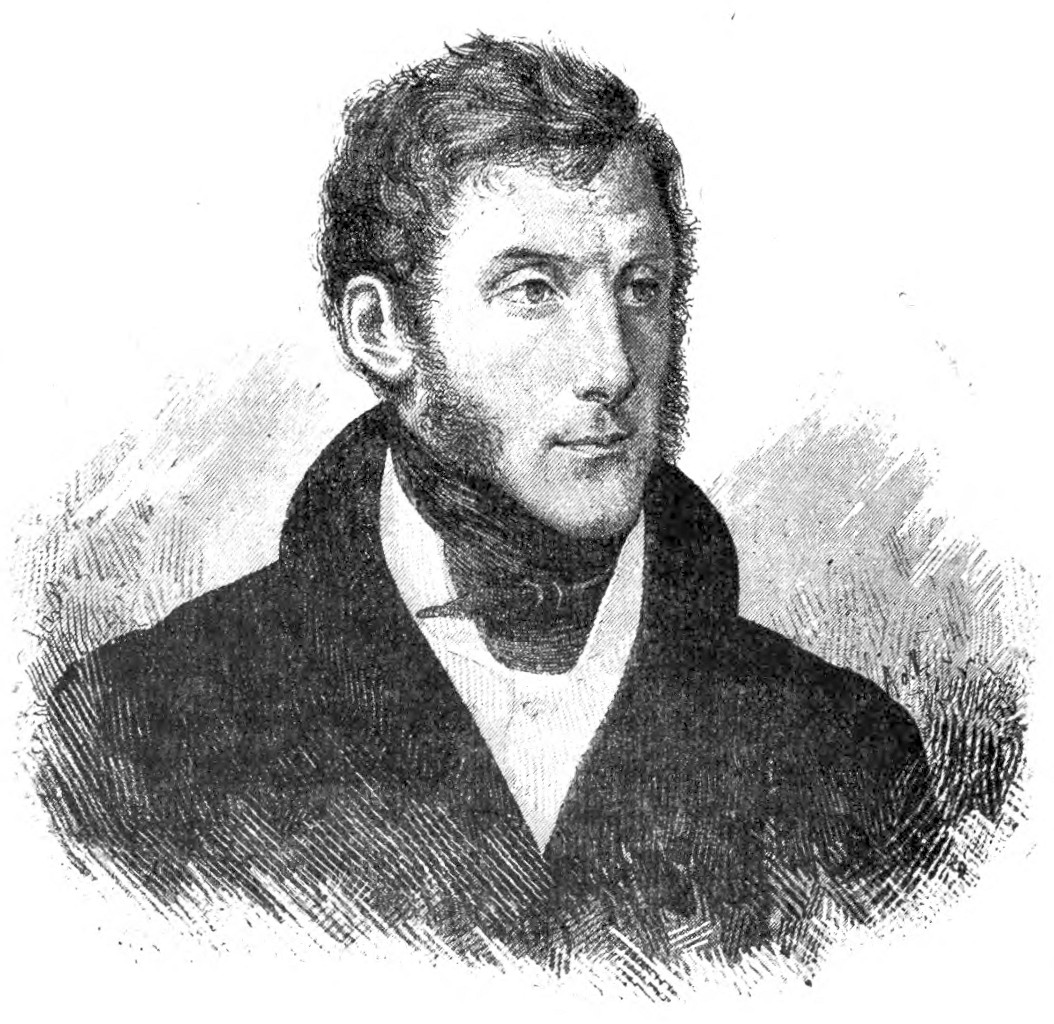
Alessandro Manzoni nel 1829, ritratto ad acquarello riprodotto in Cantù

I Materiali estetici sono tra i più importanti e significativi documenti che rivelano la concezione manzoniana del dramma, una sorta di taccuino di appunti su cui il poeta annotava le sue riflessioni e che in parte, insieme alla Prefazione al Carmagnola, confluirono nella ben più celebre Lettera al Monsieur Chauvet. Il palcoscenico, secondo Manzoni, non deve veicolare passioni e forti emozioni, nell'esasperazione dell'io del protagonista, ma indurre lo spettatore a meditare sulle scene cui assiste. Più nello specifico, la rappresentazione deve ritrarre «l'inquietudine connaturale all'uomo finch'egli rimane su questa terra dove non può giungere al suo ultimo fine». Manzoni non condivide quindi l'opinione di Nicole e Bossuet, secondo cui le opere teatrali erano immorali. Condanna la tragédie classique raciniana, ma loda l'opera di Goethe e Schiller, e soprattutto quella del «mirabile Shakespeare», il cui «intelletto […] ha potuto tanto trascorrere per le ambagi del cuore umano, che bellezze di questa sfera diventano comuni nelle tue opere». All'«identificazione emozionale» di Racine e del teatro francese bisogna sostituire la «commozione meditata», per dirla con Gino Tellini.

Infatti, contrariamente a quanto avveniva con la tragédie classique, in Manzoni lo spettatore è «fuori dall'azione», secondo le parole della Prefazione al Carmagnola, in cui confluirono concetti dei Materiali e dell'incompiuto saggio Della moralità delle opere tragiche (1816-1817). La vicenda e la rappresentazione devono trasmettere un messaggio cristiano, senza per questo presentare una realtà idilliaca: al contrario, Manzoni va in cerca di personaggi, che, come Francesco Bussone (il conte di Carmagnola), si oppongano al male che domina la società umana, anche a prezzo della loro vita. L'importante è che il drammaturgo cerchi la verità e si mantenga fedele alla realtà storica. Infatti, verità e poesia coincidono, come spiegato nelle postille al Cours de littérature dramatique schlegeliano e nei Materiali estetici. «È fuor di dubbio», scrive nelle postille, «che le cose eternamente vere sono le più lodate» e che, come afferma nei Materiali, «più si va addentro a scoprire il vero nel cuore dell'uomo, più si trova poesia vera». La verità, storica e spirituale, l'indagine del cuore umano costituiscono la poesia più autentica, il «bello poetico».

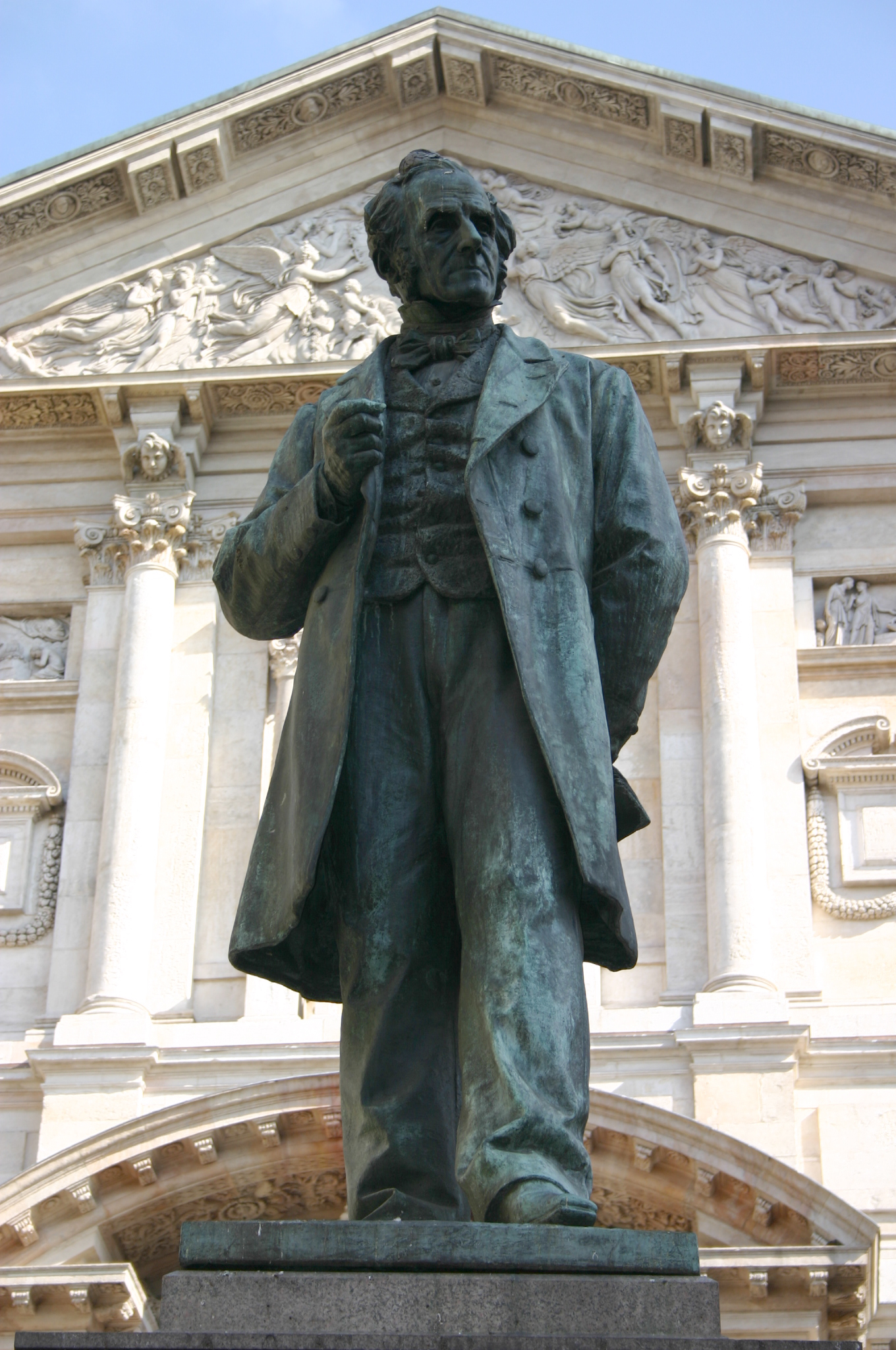
Monumento ad Alessandro Manzoni, in piazza San Fedele, a Milano. Eretto nel 1883, il monumento, opera di Francesco Barzaghi, è stato collocato davanti alla chiesa in cui lo scrittore riportò quel trauma cranico che lo condusse, nel giro di pochi mesi, alla morte.

### Oltre il romanticismo

#### Il realismo manzoniano e il rifiuto dell'idillio
Benché avesse aderito alla tematica romantica, Manzoni non attinse per il suo romanzo alla visione fantastica tipica dei movimenti romantici d'oltralpe e britannico. La sua analisi oggettiva della realtà, in cui alla sublimità dei paesaggi lecchesi si alterna la desolazione della peste e della violenza in generale, cerca di inquadrare la vicenda su uno sfondo reale. Il realismo narrativo e la rinuncia alla dimensione fiabesca emergono alla fine del romanzo, allorché non c'è un lieto fine, ma una ripresa della vita quotidiana spezzata però dalle disavventure dei protagonisti: l'allontanamento da Lecco di Renzo e Lucia e la ripresa delle attività giornaliere sono il frutto della scelta dell'autore di
(Ferroni, p. 58)

#### Oltre il romanzo: la saggistica storica
Negli "anni del silenzio", cioè dalla fine del Quindicennio creativo (1827) fino alla morte nel 1873, Manzoni si allontanò dalle posizioni letterarie che lo spinsero alla realizzazione de I promessi sposi, commistione tra il vero poetico e il vero storico. Già tra il 1828 e il 1831 scrisse il Del romanzo storico e, in genere, de' componimenti misti di storia e di invenzione (poi edito nel 1850 insieme al dialogo Dell'invenzione) in cui si afferma che la verità assoluta dell'oggettività storica non poteva che trovarsi nel campo della storiografia. L'aggiunta, in appendice all'edizione del 1840, della Storia della colonna infame è la spia di questo mutamento poetico, che troverà poi piena espressione nel tardo e incompiuto La rivoluzione francese del 1789 e la rivoluzione italiana del 1859. Osservazioni comparative.

### La questione della lingua

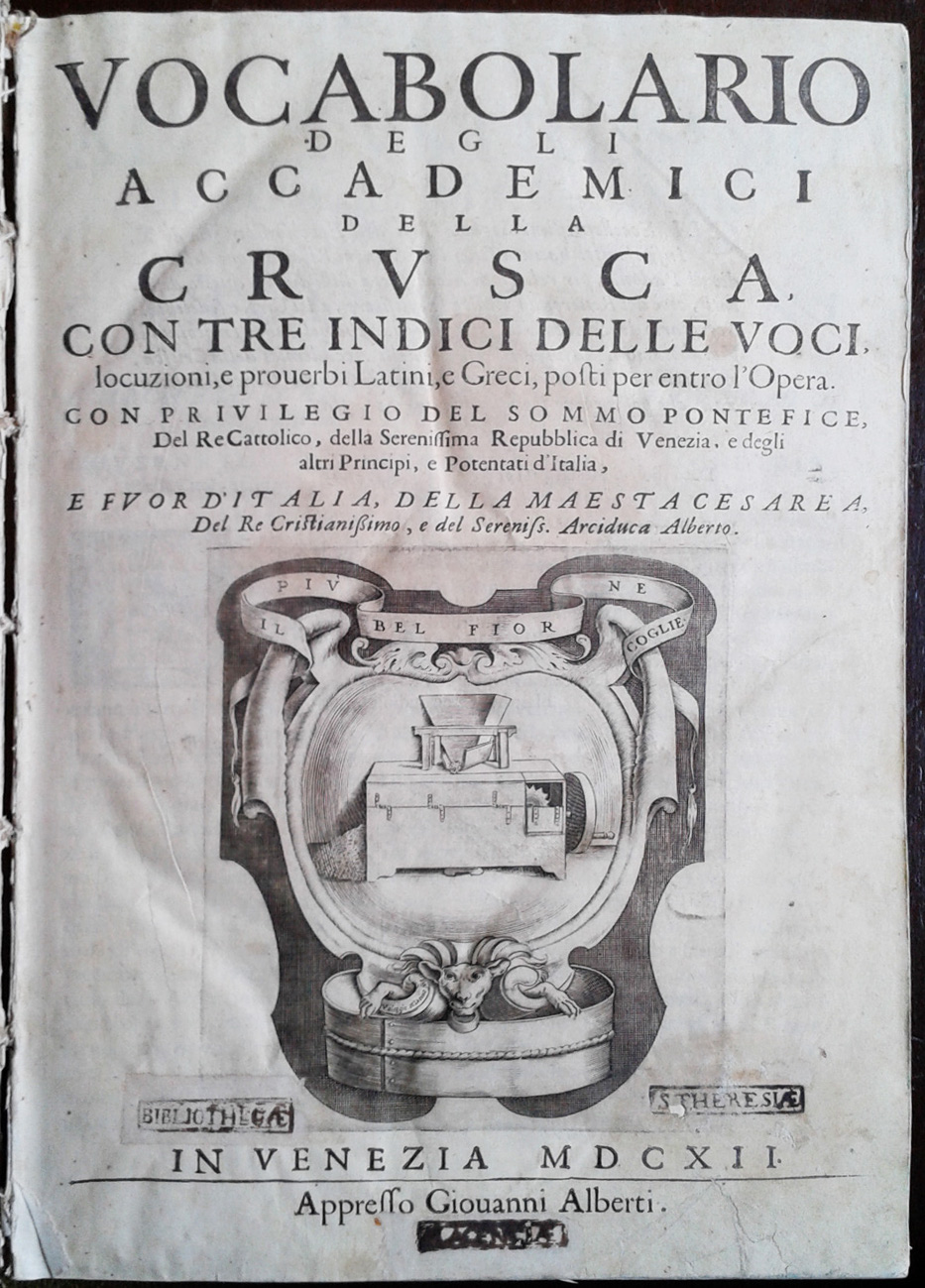
Frontespizio del Vocabolario della Crusca del 1612, a cura dell'omonima accademia. Manzoni utilizzò, nella fase preparatoria del romanzo, l'unico dizionario (che poi nel corso del XVII e del XVIII secolo ebbe varie edizioni) che potesse aiutarlo nell'utilizzo della buona lingua.

#### Premesse: da Dante all'Accademia della Crusca
Fondamentale nella riflessione poetica manzoniana fu la ricerca di una lingua comune, o koinè, quale veicolo di comunicazione tra gli abitanti della penisola, dal momento che questi parlavano diverse lingue e dialetti locali, di appartenenza romanza e non. Il tentativo di trovare un particolare volgare che potesse adempiere a tale funzione di "standard" era stato ricercato inizialmente da Dante Alighieri con il suo De vulgari eloquentia, ma il vero dibattito sorse nel '500, quando Pietro Bembo, Baldassarre Castiglione, Niccolò Machiavelli e Gian Giorgio Trissino suggerirono modelli linguistici scelti su basi ideologiche contrastanti: dalla imitatio di Francesco Petrarca e Giovanni Boccaccio proposta dal Bembo si passava alla buona lingua cortigiana del Castiglione, fino ad arrivare alla difesa del fiorentino cinquecentesco di Machiavelli e la scelta "anticlassicista" del Trissino. Il tentativo di istituzionalizzazione del modello bembiano da parte di Leonardo Salviati dell'Accademia della Crusca e la pubblicazione del primo dizionario del 1612 imposero una "guida" linguistica che, tuttavia, rimaneva nell'ambito di una ristretta cerchia dei dotti.

#### L'evoluzione linguistica manzoniana

##### La lettera del 3 novembre 1821 e "la buona lingua"
Sulla spinta del romanticismo e della sua necessità di instaurare un dialogo con un vasto pubblico eterogeneo, Manzoni si prefisse lo scopo di trovare una lingua in cui ci fosse un lessico pregno di termini legati all'uso quotidiano e agli ambiti specifici del sapere, e non ci fosse una grande disparità tra la lingua parlata e quella scritta. 

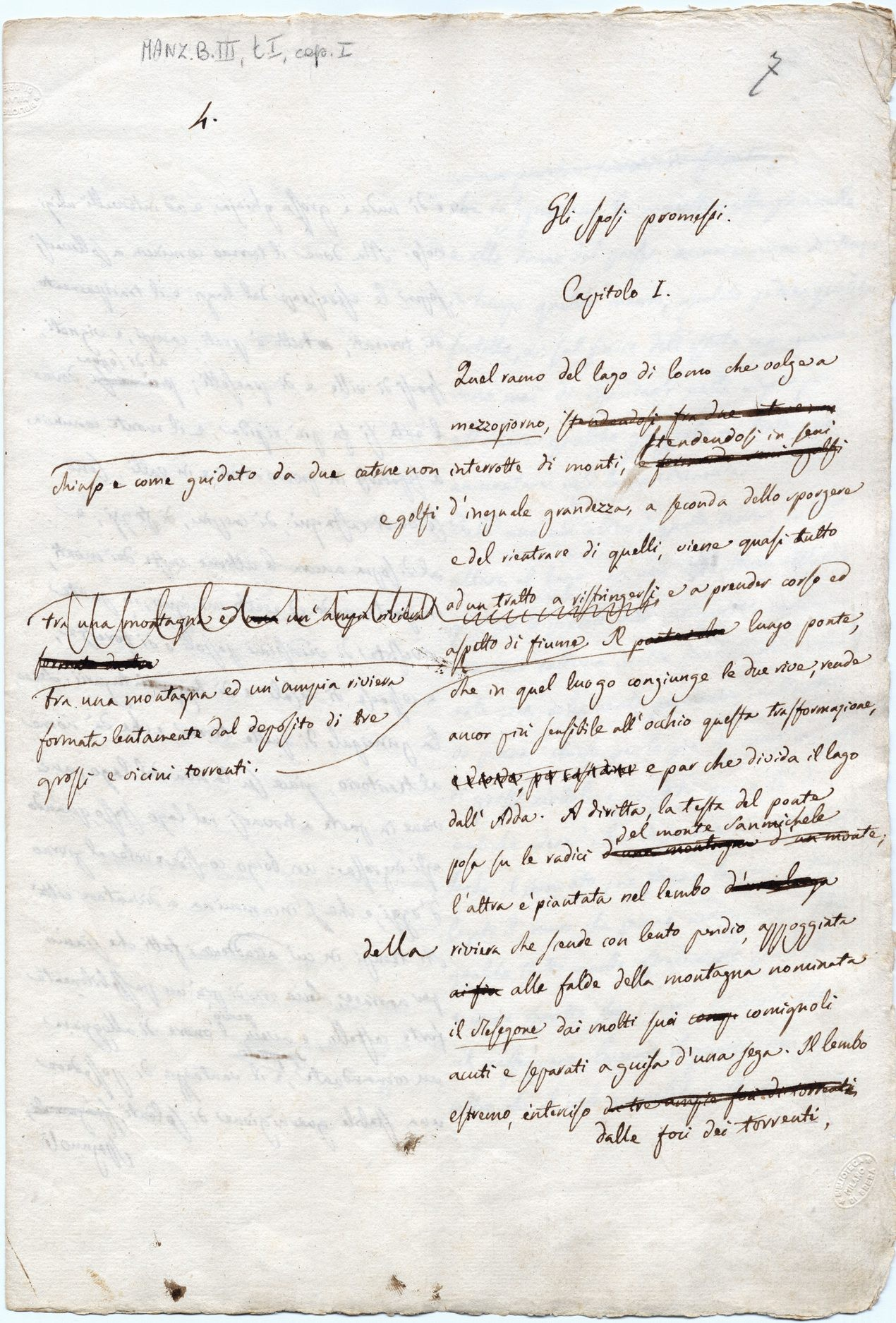
La prima pagina manoscritta de I promessi sposi, conservata presso il Fondo Manzoni della Biblioteca Nazionale Braidense di Milano.

La questione della lingua emerge pienamente nella lettera del 3 novembre 1821 indirizzata a Fauriel, in cui lo scrittore mette a confronto il francese (lingua della nobiltà e delle classi colte di tutta l'Europa fin dal XVIII secolo), unita e così ricca di espressioni riguardanti la concretezza, e un italiano vago, letterario, sovranazionale ma non corrispondente alla necessità del vero e della comunicazione che invece si prefiggeva il Manzoni:
(Manzoni, Lettere, pp. 169-170)
Manzoni, "erede" di una disputa avvenuta tre secoli prima e conclusasi con la sedimentazione della lingua italiana in una lingua letteraria, si chiede a questo punto «che cosa debba fare un italiano, il quale, non sapendo far altro, vuole scrivere». Se si esaminano gli scritti letterari dal 1812 in avanti (cioè dai primi Inni sacri), Manzoni, pur avendo boicottato la mentalità neoclassica in favore di quei principi "democratici" esposti nella sezione dedicata al romanticismo, non riuscì d'altro canto ad eliminare le residue espressioni linguistiche e gli stilemi retorici propri del petrarchismo arcadico: il problema doveva dunque essere risolto. Sempre nella lettera al Fauriel, pertanto, Manzoni decise di scegliere come lingua del romanzo quella che lui definì come "buona", e cioè un impasto di italiano classico basato sul Vocabolario della Crusca, milanese e francese quale compromesso davanti al marasma linguistico in cui versava l'Italia: «così, con un lavoro più penoso e più ostinato si farà qui il meno male possibile...».

#### DalFermo e Luciaalla "quarantana"

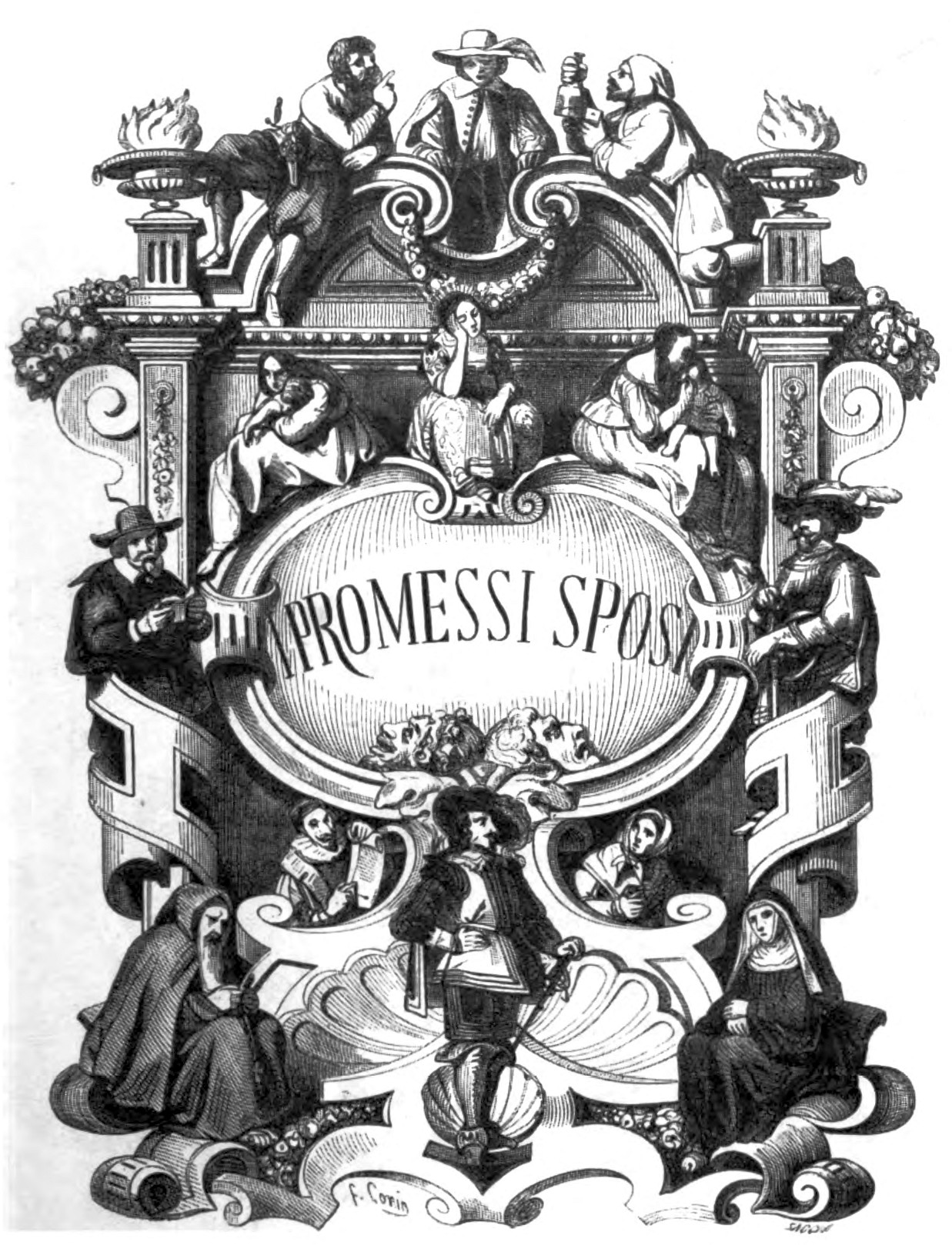
Antiporta figurata dell'edizione "quarantana" de I promessi sposi, con illustrazioni di Francesco Gonin.

La buona lingua, che trova piena esplicazione nel Fermo e Lucia, non soddisfece l'autore: nell'Introduzione al romanzo, infatti, Manzoni chiedeva scusa al lettore per aver «scritto male». Così, in vista della pubblicazione de I promessi sposi, decise di consultare i vocabolari dell'uso toscano, cercando soprattutto le forme più popolareggianti. Quando nel 1827 uscì la "ventisettana", si rese conto che non bisognava più indagare sui libri per scoprire la vitalità di una lingua, ma che occorreva invece ascoltarla. Pertanto, per sentire "ad orecchio" le espressioni toscane vive, nel luglio del 1827 partì con la famiglia per Firenze, dove lo attendevano con ansia i membri del Gabinetto Vieusseux, che gli offrirono amicizia e collaborazione nella revisione. Il soggiorno, durato fino ai primi di ottobre, fu estremamente proficuo per Manzoni, in quanto poté ascoltare e chiedere direttamente ai fiorentini i modi di dire del vissuto quotidiano. Annotò tutte le somiglianze e le dissomiglianze tra milanese e toscano vivo, aiutato in questo da Giovanni Battista Niccolini e Gaetano Cioni, e ne parlò in termini entusiastici nella lettera al Grossi del 17 settembre 1827, concludendo la missiva con la famosa risciacquatura dei panni in Arno.
Il percorso iniziato a Firenze si completò dopo anni di studi linguistici (facilitati anche dalla presenza della governante fiorentina Emilia Luti), e nel 1840 uscì l'edizione definitiva de I promessi sposi sul modello del fiorentino colto, che presentava ancor più del toscano questa dimensione unitaria tra la versione orale e quella letteraria che Manzoni tanto cercava. Infatti, rispetto all'edizione del 1825-1826, da quella del 1840 furono eliminati tutti quei lemmi toscani municipali e distanti dal fiorentino corrente, oltre ai rimasugli dialettali lombardi e ai francesismi.

### Esplicative
1. ↑  Illuminante è quanto riferito da Caretti, p. 15 in relazione al clima illuminista lombardo degli anni '90 del XVIII secolo:
«Tramontato, infatti, il primitivo ottimismo illuministico...l'intellettualità lombarda, verso la fine del Settecento, si era trovata repentinamente in crisi: da un lato, cedendo ad una sorta di disarmata perplessità, di sbigottita paralisi; dall'altro, invece, esplodendo, specie per quanto riguarda i lombardi più giovani (tra cui lo stesso Manzoni), in repentine fiamme libertarie.»
2. ↑  L'influenza pariniana sulla prima produzione manzoniana trova riscontro nell'ode In morte di Carlo Imbonati, in cui riecheggiano analogie con l'esortazione morale esposta da Parini nell'ode Sull'educazione, dedicata proprio all'Imbonati che fu allievo del poeta brianteo. Si veda Langella, pp. 41-53.
3. ↑  Caretti, p. 13:
«Richiamerei piuttosto l'attenzione sul costante fervore con cui quelle idee furono sentite dagli intellettuali lombardi, sulla energia attiva con cui essi cercarono di tradurle in opere ben definite di letteratura militante (didascalica ed educativa), in istituzioni giuridiche e politiche informate ai nuovi principi, in riforme amministrative, in programmi scolastici, insomma direi di guardare, in particolare modo, alla natura eminentemente etico-pragmatica della cultura milanese settecentesca...»
4. ↑  Poco prima Manzoni aveva ricordato che i greci, l'uso della cui mitologia da parte dei poeti odierni aveva condannato in quanto falsificazione della storia secondo la ricerca moderna, consideravano i miti come storie vere (basti pensare che la parola greca mythos significa proprio "vero"):

«I poeti greci attingevano i loro argomenti, con tutti i più importanti episodi di essi, nelle tradizioni nazionali. Non inventavano le vicende; le accettavano come i contemporanei le avevano trasmesse; accoglievano, rispettavano la storia quale gli individui, i popoli, i tempi, l'avevano fatta.»
(Manzoni, Scritti di teoria letteraria, p. 109)
5. ↑  La Natura, davanti alle lamentele esistenziali dell'islandese, risponde cinicamente con queste parole, esplicitando il pessimismo cosmico di Leopardi: «Tu mostri non aver posto mente che la vita di quest'universo è un perpetuo circuito di produzione e distruzione, collegate ambedue tra sé di maniera, che ciascheduna serve continuamente all'altra, ed alla conservazione del mondo; il quale sempre che cessasse o l’una o l’altra di loro, verrebbe parimente in dissoluzione. Per tanto risulterebbe in suo danno se fosse in lui cosa alcuna libera da patimento».
6. ↑  Il canto del Magnificat è in Lc 1,52: «ha rovesciato i potenti dai troni, ha innalzato gli umili». La vicenda di Napoleone si inquadra in quest'ottica del Magnificat, ma all'incontrario, in quanto dalla gloria cade nella polvere della povertà.
7. ↑  Proprio nel Coro dell'Atto IV, ai vv. 85-120, Manzoni delinea, relazionandosi alla morte di Ermengarda, in che cosa consiste la provida sventura (vv. 103-108): «Te collocò la provida / Sventura in fra gli oppressi: / Muori compianta e placida; / Scendi a dormir con essi: / Alle incolpate ceneri / Nessuno insulterà.»
8. ↑  Nel capitolo XXXVIII, quando Renzo racconta ai suoi figli di come, per star lontano dai guai, fosse necessario non esporsi a situazioni pericolose, Lucia controbatte che anche lei, come Renzo, ha dovuto subire parecchie angherie da parte dei potenti, senza averle cercate.
«Dopo un lungo dibattere e cercare assieme, conclusero che i guai vengono bensì spesso, perché ci si è dato cagione; ma che la condotta più cauta e più innocente non basta a tenerli lontani; e che quando vengono, per colpa o senza colpa, la fiducia in Dio li raddolcisce, e li rende utili per una vita migliore»
(Manzoni, Promessi Sposi, cap. XXXVIII)
9. ↑  Il movimento del cattolicesimo liberale europeo affonda le sue radici principalmente in Francia e in Italia. Il primo a dare avvio "ufficiale" a questa corrente in seno alla Chiesa fu l'ex reazionario Félicité de Lamennais (1782-1854) che, con il suo Des progrès de la Revolution et de la guerre contre l'Eglise del 1829, ne patrocinò la nascita:

«L'abate bretone, nel suo Des progrès de la Revolution et de la guerre contre l'Eglise del 1829, da considerarsi per molti versi l'atto di nascita del cattolicesimo liberale, accentuando il concetto dell'indipendenza della Chiesa dallo Stato, era giunto a sostenere che la restaurazione completa del cattolicesimo doveva essere attuata per mezzo della libertà, senza l'appoggio, comunque rischioso, del potere statale.»
(De Gregorio, pp. 21-22)
10. ↑  Si veda l'attenzione per il Vero e il rifiuto della mitologia esposte nella Lettera sul Romanticismo a Cesare d'Azeglio.
11. ↑  Si veda, per approfondire il discorso, il libro di Marazzini.
12. ↑  Per avvicinarsi al toscano aulico della Crusca (nella nuova edizione curata dal prete veronese Antonio Cesari del 1811), Manzoni utilizzò come intermediario linguistico il Vocabolario milanese-italiano di Francesco Cherubini, anche per verificare se certe espressioni riportate nella Crusca fossero presenti nel dialetto milanese (Marazzini, p. 380). Come sottolineato nel lavoro di Dell'Aquila, p. 40, Manzoni consultò anche il Dictionaire dell'Accademia di Francia, il dizionario del latino medievale curato dal Du Cange.
Pertanto, come sottolinea Marazzini, p. 381: «Manzoni utilizza insomma gli strumenti che gli sono familiari (il dialetto, il francese) per approfondire la conoscenza del toscano».

### Bibliografiche
1. ↑  Tellini, p. 18.
2. ↑  Trombatore, i sonetti e le odi giovanili, p. 198.
3. ↑  Trombatore, l'esordio del Manzoni, p. 253:
«...la notizia della morte del Parini, appresa con profonda commozione un giorno che aveva appena finito di leggere La Caduta, e la visita al Longone di Vincenzo Monti di cui aveva letto in quei giorni la Bassvilliana e che gli sembrò una apparizione divina.»
4. ↑  Si veda, in generale, Trombatore, i sonetti e le odi giovanili, pp. 196-231.
5. ↑  Trombatore, l'esordio del Manzoni, p. 254:

«E nel caso del Manzoni non era solo la scuola; ma ad essa si aggiungeva tutta l'aduggiante, opprimente vita del collegio. La ribellione era dunque inevitabile […] Egli ubbidiva indocile. E nutriva già verso i suoi educatori e maestri quella celata diffidenza e quel celato disprezzo che qualche anno più tardi troveranno sfogo violento nei notissimi versi del carme In morte di Carlo Imbonati...»
6. ↑  Ferroni, p. 42.
7. ↑  Per una più ampia visione della produzione antimonarchica e giacobina del Manzoni adolescente, si veda Langella, pp. 11-20.
8. ↑  Tellini, pp. 18-19.
9. ↑  Trombatore, l'esordio del Manzoni, p. 277.
10. ↑  Tellini, p. 23.
11. ↑  Tellini, p. 60.
12. ↑  Ferroni, p. 27. 
«Rispetto alle linee generali di quello europeo, il Romanticismo italiano… si distingue per la sua cautela e moderazione: in Italia agisce ancora il peso della tradizione classica, che allontana dalle posizioni più radicali […] il Romanticismo italiano, soprattutto nelle sue fasi iniziali, conserva una relativa continuità con aspetti dell'Illuminismo (specie quello lombardo), di cui condivide la ricerca di una letteratura "utile", che collabori al "perfezionamento" della civiltà.»
13. ↑  Tellini, p. 75:

«Questa svolta storica [dall'Illuminismo al Romanticismo] è partecipata da Manzoni con l'ansia democratica di chi non può rinunciare a credere in un'ordinatrice ragione trascendente, di cui avverte una disperata necessità, e che identifica con i princìpi della dottrina evangelica […] Si tratta piuttosto d'una fede coraggiosa, celebrata nei suoi motivi di solenne rigenerazione, sì da comunicare anche gli ingenui affetti dei devoti più umili, le adesioni collettive a una liturgia che non è cerimonia esteriore ma regola di vita.»
14. ↑   Alessandro Manzoni, Epistolario. Carteggio A. Manzoni-C. Fauriel, su ww2.bibliotecaitaliana.it, Biblioteca Italiana, 2008. URL consultato il 27 luglio 2015 (archiviato dall'url originale il 26 settembre 2015).
15. ↑  Ferroni, p. 238.
16. ↑  Vecce, p. 40.
17. ↑  Vecce, p. 21.
18. ↑  Cfr. I promessi sposi, capitolo IV
19. ↑  Palumbo, I promessi sposi, pp. 98-102.
20. ↑  Cfr. I promessi sposi, capitolo XIX
21. ↑  Langella, 2018, p. 296 che rievoca il saggio di Cfr. Gino Tellini, La carestia e la guerra, in «Questo matrimonio non s’ha da fare…». Lettura de «I promessi sposi», a cura di Paola Fandella, Giuseppe Langella, Pierantonio Frare, Milano, Vita e Pensiero, 2005, pp. 125-126.
22. ↑  Palumbo, p. 120 riporta le parole tratte dal saggio di  Giuseppe Alfano, Il sistema delle illustrazioni,  pp. 1263-84. nell'edizione de I promessi sposi a cura di F. De Cristofaro per la Bur (2014). Per il significato finale della filosofia imperante nel romanzo si rimanda al capitolo XXXVIII in cui si parla del sugo della storia e della visione consolatrice data da Lucia.
23. ↑  Langella, 2018, pp. 294-295.
24. ↑   Massimiliano Mancini, Storia della colonna infame, su Amedeo Quondam (a cura di), internetculturale.it, Alessandro Manzoni - Internet Culturale. URL consultato il 6 gennaio 2025.
25. ↑  Raimondi, Alessandro Manzoni e il Romanticismo, p. 443. 
«Proprio nel momento che lo scrittore prende consapevolezza dell'io scompare in una poesia del noi per virtù di una riduzione o mortificazione sublimatrice dell'esperienza personale che… postula un ordine misterioso, un vincolo di comunione tra gli uomini e le cose…»
26. ↑  Tellini, pp. 79-80.
27. ↑  Raimondi, Alessandro Manzoni e il romanticismo, p. 443.
28. ↑  Millefiorini, p. 173.
29. ↑  Tellini, p. 114:
«Questa prospettiva d'una storia senza eroi, sconosciuta agli storici ancien régime […] porta alla ribalta la sorte dei conquistati. Per Manzoni una tale storiografia dei vinti è sussidio prezioso per una conoscenza critica che si addentri nella parte nascosta e recondita degli eventi politici.»
30. ↑  Sberlati, p. 50.
31. ↑  Macchia, p. 62
«Ed è significativo che abbia influito sul Manzoni romanziere una figura di storico e di narratore, Augustin Thierry, con un suo fondo – scrisse il De Lollis – realistico e antieroico, fisso nella formula ch'egli sentì come una scoperta: "conquête et asservissement, maîtres et sujets", idoleggiatore del Terzo Stato nel quale si perpetuava la razza dei vinti, studioso della storia inglese e scozzese.»
32. ↑  Sberlati, pp. 50-51.
33. ↑  Sberlati, p. 52:

«Nella determinazione dei nuovi valori, la scienza filologica diviene un'arte concreta al servizio delle masse, chene fruiscono in termini di energia intellettuale utile a lumeggiare apologeticamente la loro identità […] Su questa strada di intrepido realismo filologico, il giovane Manzoni elabora i concetti fondamentali della sua riflessione, i quali ritorneranno nel Fermo e Lucia a qualificare un contesto storico in senso narrativo...»
34. ↑  Tellini definisce Manzoni «un autore ossessionato dallo scrupoloso rispetto dei fatti storici».
35. ↑  Manzoni, scritti di teoria letteraria, p. 111:

«Ma, si potrà dire, se al poeta si toglie ciò che lo distingue dallo storico, e cioè il diritto di inventare i fatti, che cosa gli resta? Che cosa gli resta?»
36. ↑  Ferroni, p. 52.
37. ↑  Macchia, p. 34:
«Ogni mitologia era ormai mortalmente ferita per lui, e così ogni ideale eroico verso cui gli sembrava tesa l'umanità negli anni giovanili. Teneva per fermo che Giove e Marte e Venere, in cui avevano creduto i classicisti, avrebbero fatto la fine di Arlecchino, di Brighella, di Pantalone che pure conservano molti e feroci, e taluni ingegnosi, sostenitori […] Non fole, né idilli, ma i grandi fatti della storia umana.»
38. ↑  
«Per me è difficile escludere che scrivendo al Fauriel il 15 agosto 1809, il Manzoni definisse «odieux vers» quelli dell'Urania anche per un altro motivo, assai meno afferrabile del precedente: ossia che egli, sulla strada della conversione, se così vogliamo dire, provasse un certo disagio dinanzi ad una poesia, che pareva paganamente rivestire di miti l'affermazione principale del Cristianesimo, quasi presentando un nuovo Vangelo, o meglio un rinnovato mito pagano in sostituzione del Vangelo.»
(Goffis, p. 351)
39. ↑  Ferroni, p. 27.
40. ↑   Massimiliano Mancini, Le polemiche romantiche, su internetculturale.it, Internet Culturale. URL consultato il 26 luglio 2015 (archiviato dall'url originale il 24 settembre 2015).
41. ↑  Ferroni, p. 31.
42. ↑   Massimiliano Mancini, La Cameretta portiana, su internetculturale.it, Internet Culturale. URL consultato il 26 luglio 2015 (archiviato dall'url originale il 24 settembre 2015).
43. ↑  Tellini, p. 27.
44. ↑  Cadioli, p. 31.
45. ↑  Citati, pp. 134-135.
46. ↑  Barbarisi-Bèzzola, pp. XX-XXI dell'Introduzione:
«...la pregiudiziale linguistica metteva in discussione non soltanto i risultati artistici ma addirittura il significato di una vera e propria battaglia culturale, che il Porta aveva condotto coerentemente per tutta la vita […] Questa scelta, d'altro canto, portava inevitabilmente con sé una restrizione della sfera di comunicabilità, per ragioni culturali (dato il livello al quale si colloca un simile esperimento artistico) prima ancora che geografiche, e faceva della poesia portiana un prodotto destinato per lungo tempo a una cerchia abbastanza ristretta di fruitori: a differenza della scelta operata dal Manzoni, che […] puntò prima di tutto sulla comunicabilità e popolarità del linguaggio, abbandonando ben presto la zona della dialettalità...»
47. ↑  Tellini, p. 30.
48. ↑  Locorotondo:

«Tentando la saldatura...del fondo comune a questi due patrimoni culturali e ideali, il B. si pose come intermediario vivo e attivo tra razionafismo e idealismo da una parte, e tra "fondo nazionale" e cultura europea dall'altra.»
49. ↑  Cadioli, p. 64.
50. ↑  Ferroni, p. 37:

«La morte di Breme e di Porta, la repressione austriaca e la dispersione del gruppo del «Conciliatore» interruppero in modo traumatico un'esperienza che pareva promettere sviluppi di grande rilievo […] negli anni Venti il solo punto di riferimento per la letteratura lombarda (a parte il vecchio Monti) fu costituito dal Manzoni, nella chiave di un Romanticismo dai forti interessi storici, di impostazione cattolica e moderata...»
51. ↑  Macchia, p. 27:

«[Manzoni] abbracciò la fede cristiana non perché lo salvasse dalle sue ossessioni, ma perché su di esse potesse meditare e drammaticamente combattere.»
52. ↑  Passerin d'Entrèves, p. 209.
53. ↑  Tortoreto, pp. 330-331. 
«E se così pensa Filippo Ottonieri (alias Leopardi), anche Manzoni, soprattutto convinto della poca giustizia del mondo e delle molte insidie della virtù, "sa che non vi può essere felicità nel mondo, perché il mondo è valle di lacrime" […] Ma nel buo di tale valle di lacrime (continua e conchiude il Graf imparzialmente) "splende, come s'esprimono le Sacre carte e (l'uomo) ripete, una speranza piena d'immortalità. Ed è proprio in questa "speranza" che, a duro contrasto, in Leopardi non dà luce, dopo la breve stagione degli Inni cristiani, invocanti dal Redentore e da Maria "pietà dell'uomo infelicissimo".»
54. ↑  Note ai Canti, ed. Garzanti, pag. 324, che citano Bigongiari, De Robertis e Fortini.
55. ↑  Parisi, 1999, p. 83.
56. ↑  «Oh quante volte ai posteri / narrar se stesso imprese, / e sull'eterne pagine / cadde la stanca man» (vv. 69-72).
57. ↑  Ferroni, p. 250.
«…la valida man di Dio (immagine di derivazione biblica e agostiniana) interviene a risollevare lo spirito di Napoleone prima della morte»
58. ↑  Parisi, analizzando la morale di Bossuet, si sofferma sul valore "provido" delle sventure che possono capitare agli uomini giusti, si veda Parisi, 1999, p. 90.
«Dio mira alla salute ultima della coscienza […] Le sofferenze che colpiscono una persona trovano in quest'ottica la loro giustificazione etica: Enrichetta di Francia, che senza le sue sfortune avrebbe peccato d'orgoglio, ha ricevuto grazie ad esse le consolazioni promesse a coloro che piangono. La sventura è stata 'provida' come quella che colpisce l'Ermengarda manzoniana»
59. ↑  Bellini, p. 524
«Forse il vero spazio in cui la Provvidenza fa le sue prove non è se non quello, immenso e turbato, della "vita interiore dell'uomo".»
60. ↑  Tonelli, p. 221.
61. ↑  Luperini.
«Davanti all'innominato si erge invece un Dio padre e giudice, un Dio biblico, quello che atterra e suscita, che affanna e che consola. Come per Napoleone del Cinque maggio, il confronto avviene direttamente con Dio»
62. ↑  I promessi sposi, cap. XXXVIII, p. 732
63. ↑  I promessi sposi, cap. XXVIII, p. 547
64. ↑  Bellini, p. 524, che riprende quanto già esplicitato da Raimondi, p. 218; Tellini, 1998, p. 48: «Nella trama favolistica […] i personaggi si appellano spesso e volentieri alla Provvidenza. Ma la nominano sempre invano, o in accezione gergale o comunque riduttiva, quando non blasfema». Ne accenna anche Parisi, 1999, pp. 103-104.
65. ↑  Così Momigliano, p. 229 definisce il romanzo manzoniano.
66. ↑  Nef, p. 15.
67. ↑  Nef, p. 16.
68. ↑   Francesco Ruffini, La vita religiosa di Alessandro Manzoni, 2 voll., Bari, Laterza, 1931, SBN TO00167661.
69. ↑  De Luca, p. 36.
70. ↑  Parisi, Manzoni, il Seicento francese e il giansenismo, p. 98.
71. ↑   Adolfo Omodeo, La religione del Manzoni, in Difesa del Risorgimento, Torino, Einaudi, 1951, SBN RAV0082403.
72. ↑  Jemolo.
73. ↑  Langella, p. 159.
74. ↑  Parisi, Manzoni, il Seicento francese e il giansenismo, p. 104.
75. ↑  Si veda il saggio di Accame Bobbio al riguardo.
76. ↑  Tellini, p. 45.
77. ↑  Bonghi, Opere inedite o rare.
78. ↑  Manzoni, scritti di teoria letteraria, Nota introduttiva, p. 320.
79. ↑  Bonghi, Opere inedite o rare, p. 164.
80. ↑  Bonghi, Opere inedite o rare, p. 176.
81. ↑  Tellini, p. 92.
82. ↑  Tellini, pp. 92-94.
83. ↑  Bonghi, Opere inedite o rare, p. 441.
84. ↑  Bonghi, Opere inedite o rare, p. 197.
85. ↑  Si vedano, a tal proposito, il saggio di Forti - Manzoni e il rifiuto dell'idillio, e il libro di Raimondi, Il romanzo senza idillio.
86. ↑  Ferroni, pp. 66-67.
87. ↑  Tellini, p. 168
«…la riflessione manzoniana intorno al problema della lingua s'è orientata, sul fondamento d'istanze illuministiche e poi romantiche, verso la ricerca d'uno strumento comunicativo capace di superare la secolare frattura che divide, nel nostro costume culturale, la lingua scritta della tradizione letteraria dalla lingua dei parlanti»
88. ↑  De Michelis, p. 79.
89. ↑  Tellini, p. 170.
90. ↑  Matarrese: 
«[…], e sotto l'influsso di quel francese che è la lingua universale dell'Europa colta; […].»
91. ↑   Maurizio Dardano, La lingua della Nazione, Roma-Bari, Laterza, giugno 2014  [2011], ISBN 9788858115206. URL consultato il 18 maggio 2025.: 
«[…] che segna il trionfo del pensiero e della cultura dei Lumi, l'uno e l'altra veicolati dal francese, lingua divenuta rapidamente appannaggio delle classi alte dell'Europa intera.»
92. ↑  Manzoni, lettere, p. 170.
93. ↑  De Michelis, p. 71, parlando del rinnovamento poetico seguito l'abbandono del neoclassicismo per avvicinarsi ad una poesia del cuore, deve riconoscere però che

«Tuttavia, se si riconferma novità ogni volta che la [novità] si riconduca al paragone del vecchiume che appesantisce le volute petrarchesche del Proclama di Rimini, meno nuova la rendono altri confronti; la miracolosa modernità […] vi si trova a contatto di gomito con forme, che furono forme prima del Manzoni ma nel Manzoni sono espedienti verbali e sintattici […] Per non dire delle [forme] tronche di comodo che dovunque infieriscono, non soltanto negl'inni, nei cori e nelle odi in ragione del metro […] queste appartengono in pieno al vecchio linguaggio retorico, anzi di una tradizione più recente, ma deprecabile non meno, metastasiana e arcadica.»
94. ↑  Manzoni, lettere, pp. 170-171.
95. ↑  Così Marazzini, p. 378, descrive la buona lingua:
«Una lingua, cioè, che si imparava dai libri, che si utilizzava per la letteratura e per le occasioni ufficiali, valida per il piano "nobile" della comunicazione, ma inadatta ai rapporti quotidiani e familiari, per i quali era molto più facile e funzionale usare il dialetto, quando non addirittura una lingua straniera come il francese.»
96. ↑  Manzoni, lettere, p. 171.
97. ↑  Fermo e Lucia, tom. I, Introduzione.
98. ↑  Macchia, p. 113:
«Aiutato dai Dizionari (il Cherubini, il Vocabolario della Crusca), cominciando a lavorare, egli […] badò […] agli scrittori popolareggianti, realistici, satirici, volgarizzatori, memorialisti, cronisti o addirittura ai poeti berneschi, per gettar le basi di una lingua comune, semplice, quotidiana.»
99. ↑  Tellini, pp. 171-177.
100. ↑  Macchia, p. 122.
101. ↑  Manzoni, lettere sui Promessi Sposi, pp. 129-134.
102. ↑  Più esattamente, Manzoni conclude con queste parole:
«Ma tu come sai sono occupato: ho settantun lenzuolo da risciacquare, e un'acqua come Arno, e lavandaie come Cioni e Niccolini, fuor di qui non le trovo in nessun luogo.»
(Manzoni, lettere sui Promessi Sposi, p. 133)
103. 1 2  Tellini, p. 179.
104. ↑  Bertini, p. 812.
«Il romanzo […] si inserisce nel percorso generale della ricerca linguistica manzoniana […] la realizzazione del modello linguistico fondato sull'uso del fiorentino non vernacolare, in larga parte documentata dalla revisione della "Ventisettana"»
105. ↑  Questione della lingua.

### Altre poetiche
- Pensiero di Agostino d'Ippona
- Pensiero di Bergson
- Pensiero di Ernst Jünger
- Pensiero e poetica di Giacomo Leopardi
- Pensiero di Leibniz
- Pensiero di Lev Tolstoj
- Pensiero di Marco Aurelio
- Pensiero di Teilhard de Chardin
- Pensiero paolino